# علي خامنئي
السيد علي الحسيني الخامنئي (بالفارسية: سید علی حسینی خامنه‌ای) (ولد في 19 أبريل 1939) سياسي إيراني ومرجع ديني شيعي يشغل منصب الولي الفقيه والمُرشد الأعلى للثورة الإسلاميَّة الإيرانيَّة منذ 4 حزيران (يونيو) 1989. وهو زعيم محور المقاومة. صنفته مجلة فوربس واحدًا من أقوى الشخصيَّات في العالم.
كان ثالث رئيس لإيران بعد أبو الحسن بني صدر ومحمد علي رجائي من 13 أكتوبر 1981 حتى 3 أغسطس 1989. وفقًا لموقعه الرسمي، ولقد أعتُقِل ست مراتٍ قبل منفاه لمدة ثلاث سنوات في عهد محمد رضا بهلوي. في عام 2012، اختارته مجلة فوربس في قائمة 19 شخصية مؤثرة (أكثر نفوذًا) في العالم. صدر عنه فتوى إنّ إنتاج وتخزين واستخدام أسلحة نووية في الإسلام ممنوع.
تحت قيادته، تم تأسيس محور المقاومة وظهر ما عُرف بـ"الهلال الشيعي". سعى لتعزيز قوة إيران من خلال تطوير الصواريخ الباليستية والأسلحة النووية، واشتهر بكراهيته الشديدة لإسرائيل، حيث أعلن في عام 2015 أن إسرائيل لن تستمر في الوجود بعد 25 عامًا. وفي عهده، وصل الصراع مع إسرائيل في يونيو 2025 إلى مرحلة غير مسبوقة من التصعيد، حيث بدأ كصراع عبر وكلاء قبل أن يتحول إلى مواجهة مباشرة وحرب شاملة.

## ولادته ونسبه
ولد علي خامنئي في 19 أبريل(نيسان) 1939 الموافق لـ 28 صفر 1358هـ بمدينة مشهد، وكان ثاني أولاد العائلة. والده جواد خامنئي، من أبرز علماء مشهد، وهو سيِّد حُسيني النسب أذري المولد هاجر من تبريز إلى مشهد. والدته هي ابنة السيِّد هاشم نجف آبادي، أحد علماء مشهد المعروفين وكانت حافظة للقرآن الكريم وعالمة بمبادئ القضاء الديني والمبادئ الأخلاقية. جده هو حسين خامنئي من علماء آذربيجان المقيمين في النجف، إذ تعود أصول أجداده إلى مدينة تفرش وسط إيران، لكنهم هاجروا إلى أذربيجان الإيرانيَّة ثم إلى النجف.

### نسبه
تداولت بعض المواقع الإيرانيَّة نسب علي خامنئي على النحو التالي: هو علي بن جواد بن حسين بن محمد بن محمد تقي بن ميرزا علي أكبر بن فخر الدين بن ظهير الدين بن قطب الدين بن روح الله بن رضا بن جلال بن بايزيد بن بابا هاشم محمد بن حسن بن حسين بن محمود بن نجم الدين بن مجد الدين بن فتح الله بن روح الله بن عبد الله بن صمد بن عبد المجيد بن شريف الدين بن عبد الفتاح بن مير علي الثالث بن مير علي الثاني بن مير علي بن أحمد بن محمد المدائني بن الحسن بن الحسين بن الحسن الأفطس بن علي الأصغر بن علي زين العابدين بن الحسين بن علي بن أبي طالب.

## دراسته وأساتذته

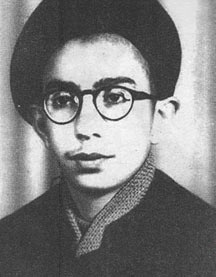
خامنئي في صباه.

بدأ في سن الرابعة من عمره تعلّم القرآن في الكتّاب مع شقيقه الأكبر، ثم أتمّ دراسته الابتدائية في مدرسة دار التعليم الديني.
بعد إتمامه الدراسة الابتدائية دخل مدرسة «سليمان خان» ثم مدرسة «نواب» لتلقي دروس آداب اللغة العربية والمنطق والفقه والأصول والفلسفة وذلك على يد أشهر المدرسين والعلماء في مدينة مشهد في تلك الفترة من أمثال الشيخ هاشم قزويني وجواد آقا طهراني وأحمد مدرس يزدي.
في سنّ الـ16، أي بعد إتمامه مرحلة السطح، بدأ بتلقي دروس الخارج (المرحلة العليا) لدى المرجع الميلاني.
استغرقت دراسته هذه سنتين، حيث زار العتبات في العراق، وأتاحت له تلك الرحلة فرصة حضور دروس معظم علماء النجف، إلا أن والده طلب منه العودة إلى إيران.
في عام 1958م قدِم إلى مدينة قم ودخل حوزتها العلمية لإكمال دراسته الدينية العالية في الفقه والأصول من خلال حضوره دروس كبار الأساتذة فيها من قبيل حسين البروجردي وروح الله الخميني وإلحاج آقا مرتضى الحائري وسيد محمد حسين الطباطبائي.
واستمرت دراسته حتى عام 1964 حيث قطعها للعودة للعناية بوالده بسبب مرض ألم به.

## أسرته
تزوج منصورة خجسته باقرزاده وانجب منها أربع أولاد وبنتين. وهم:
- مصطفى خامنئي
- مجتبى خامنئي
- مسعود خامنئي
- ميثم خامنئي
- بشرى خامنئي
- هدى خامنئي

## نشاطاته قبل انتصار الثورة

### انضمامه إلى المعارضة الإيرانية
في سنة 1962 م حينما كان خامنئي في قُم وانطلقت حركة المعارضة ضد نظام الشاه، انخرط هو أيضاً في التنظيمات المناوئة للنظام. وأصبح ناشطا في تلك التنظيمات. ما اضطّر الحكومة الإيرانية إلى اعتقاله ستة مرات خلال الفترة 1962-1975 بسبب نشاطاته المناوئة للحكومة.
وفي آذار 1978 نفته الحكومة الإيرانية إلى إيرانشهر لثلاثة سنوات غير أن سراحه أُطلق بعد فترة وعاد بعدها إلى مدينة مشهد ليستمر في نشاطاته ضد الحكومة.

### الأنشطة السياسية والاعتقالات

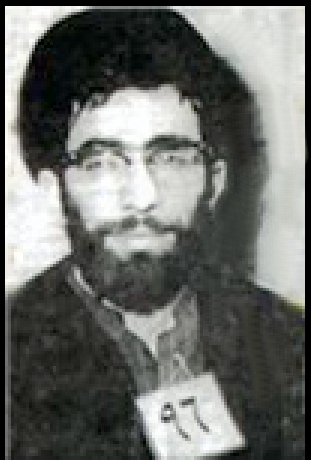
الإعتقال الأول لخامنئي من قبل الحكومة البهلوية.

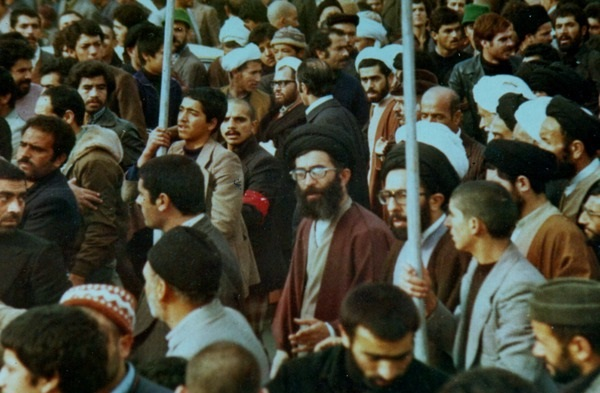
خامنئي في احتجاج خلال الثورة الإيرانية في مشهد.

وأدت نشاطاته العلمية وحلقات الدرس إلى اعتقاله من قبل جهاز السافاك في نظام الشاه في عام 1970 م. في عام 1969 م ارتسمت ملامح الحركة المسلحة في إيران بجلاء، وتوصل النظام آنذاك إلى قرائن تشير إلى ارتباط شخصيات من أمثال علي خامنئي بمثل هذه الحركة، ممّا دعا النظام المذكور وأجهزته الأمنية إلى التركيز على خامنئي وتضييق الخناق عليه وبالتالي اعتقاله للمرة الخامسة عام 1971م. وقد دلت بوضوح ممارسات جهاز السافاك في السجون على مدى القلق الذي كان يشعر به بسبب انضواء الحركات المسلحة تحت مظلة التيارات الفكرية الإسلامية، ولم يكن السافاك ليفصل بين نشاطات علي خامنئي الفكرية والدعوية في مشهد وطهران وبين تلك التيارات. وبعد إطلاق سراحه، بدأت حلقة دروسه السرية العامة في التفسير والدروس العقائدية تتسع وتكبر كان خامنئي يُلقي دروسه في التفسير والعقائد في مسجدي «الإمام الحسن» و«كرامت» وكذلك في مدرسة «ميرزا جعفر» في مدينة مشهد، وذلك بين عامي 1971 و1974 م، مما جعل هذه الأماكن مراكز استقطاب للجماهير خصوصاً الشباب المتعلم والجامعيين وطلاب العلوم الدينية الثوريين، حيث كانوا ينهلون الفكر الإسلامي. وعند منبر خامنئي تعلم طلبة العلوم الدينية درس الحقيقة والنضال، وقاموا بنشر تلك الأفكار بين أوساط الجماهير خلال زياراتهم للمدن المختلفة لأغراض الدعوة، مما مهّد الطريق لتفجير الثورة الإسلامية. دفعت تلك النشاطات جهاز السافاك إلى شن هجوم على منزله، وذلك في عام 1974 م واعتقل وصودرت أوراقه وكتاباته. كانت تلك هي المرة السادسة لاعتقاله، حيث بقي في الحبس الانفرادي في سجن اللجنة المشتركة للشرطة العامة حتى خريف عام 1975 م. بعد إطلاق سراحه عاد إلى مدينة مشهد وعاود مزاولة نشاطاته العلمية والثورية، طبعاً مع حرمانه من عقد حلقات تدريس المعارف وبعد انتصار الثورة تابع خامنئي نفس النشاط على طريق تحقيق أهداف الثورة الإسلامية. تتلخص أهم اقداماته في إنشاء الحزب الجمهوري الإسلامي الإيراني بالتعاون مع نخبة من رجال الدين ورفاق دربه من أمثال محمد بهشتي ومحمد جواد باهنر وعلي أكبر هاشمي رفسنجاني وموسوي أردبيلي في آذار من عام 1978 م.

## مسؤوليّاته بعد انتصار الثورة

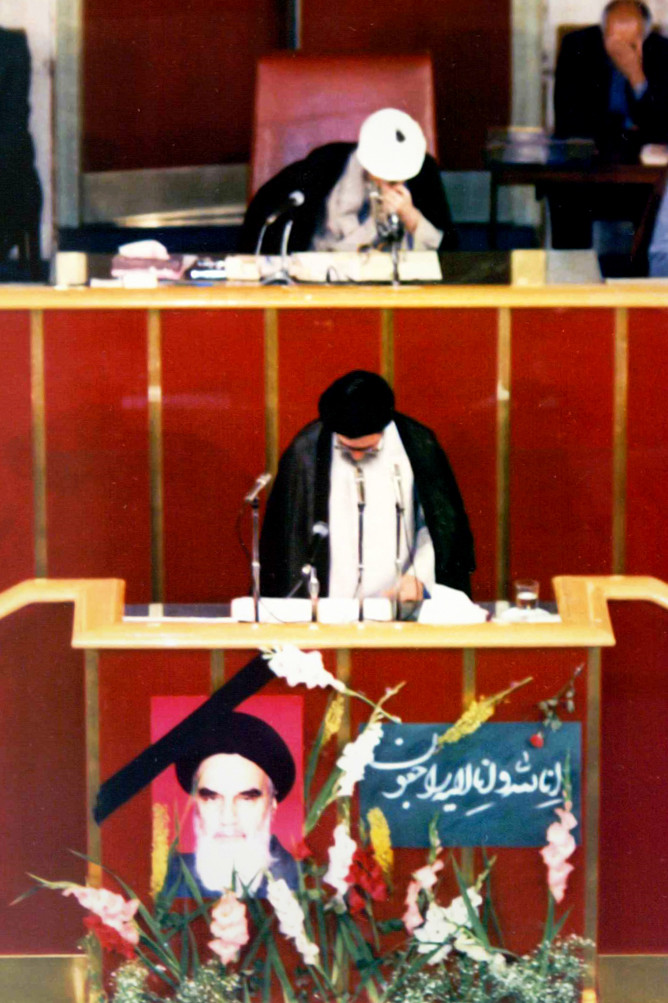
خامنئي يقرأ وصية روح الله الخميني في مجلس الخبراء.

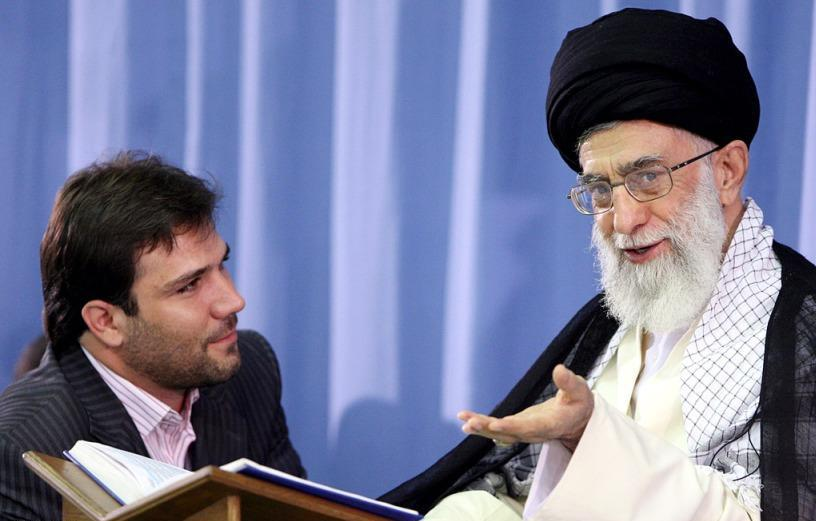
خامنئي خلال لقاء قاريس

بعد الثورة التي حصلت عام 1979 في إيران وعودة الخميني من باريس، شكل الخميني مجلس شورى. وكان خامنئي أحد أعضاء هذا المجلس وقد ازدادات نشاطاته في النظام الجديد وتولى سلسلة من المناصب الرفيعة في الدولة الجديدة حيث تولى المناصب التالية:

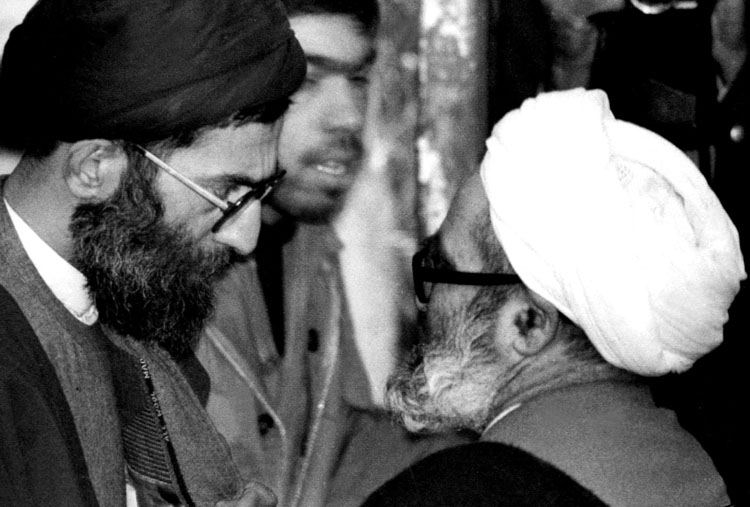
خامنئي مع الشيخ منتظري.

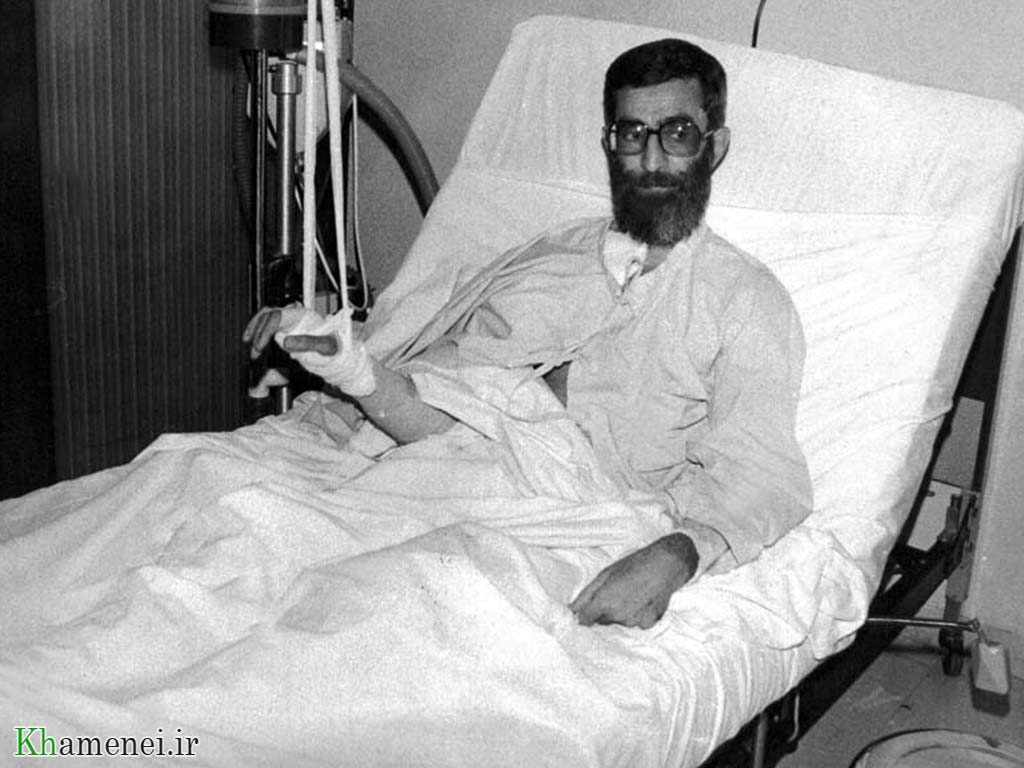
علي خامنئي في المستشفى بعد محاولة الاغتيال

- معاون شؤون الثورة في وزارة الدفاع سنة 1979 م.
- قيادة حرس الثورة 1979 م.
- العضوية في مجلس الشورى 1979 م: في 12 يناير | كانون الثاني 1979 م أصدر الخميني أمراً بتشكيل شورى الثورة الإسلامية وانتخب علي خامنئي لعضوية هذه الشورى وكان أعضاء الشورى الأوائل هم الشيخ مرتضى المطهري، ومحمد حسيني بهشتي، وعبد الكريم موسوي أردبيلي، ومحمد رضا مهدوي كني، والشيخ علي أكبر هاشمي رفسنجاني. وكان من الواجبات الرئيسية لهذه الشورى مرجعية معالجة الأزمات التي تعترض نظام الجمهورية الإسلامية الفتيّة، وتقديم الاستشارات لقائد الثورة.[30]
- إمام جمعة طهران 1980 م: بعد رحيل طالقاني انتخب خامنئي خطيبا لصلاة الجمعة من قبل الخمينى ولا يزال إمام الجمعة الرسمي في طهران ويساعده أئمة مؤقتون. كان يعرض في خطب صلاة الجمعة أهم المواقف المبدئية والاستراتيجية لنظام الجمهورية الإسلامية وأكثرها حسماً وقاطعية، كما كان يعمل على تعميق الفكر الديني والبصيرة السياسية للمجتمع. وكان أيضا يهتم بالخطب العربية التي يوجّهها للمسلمين في العالم الإسلامي.

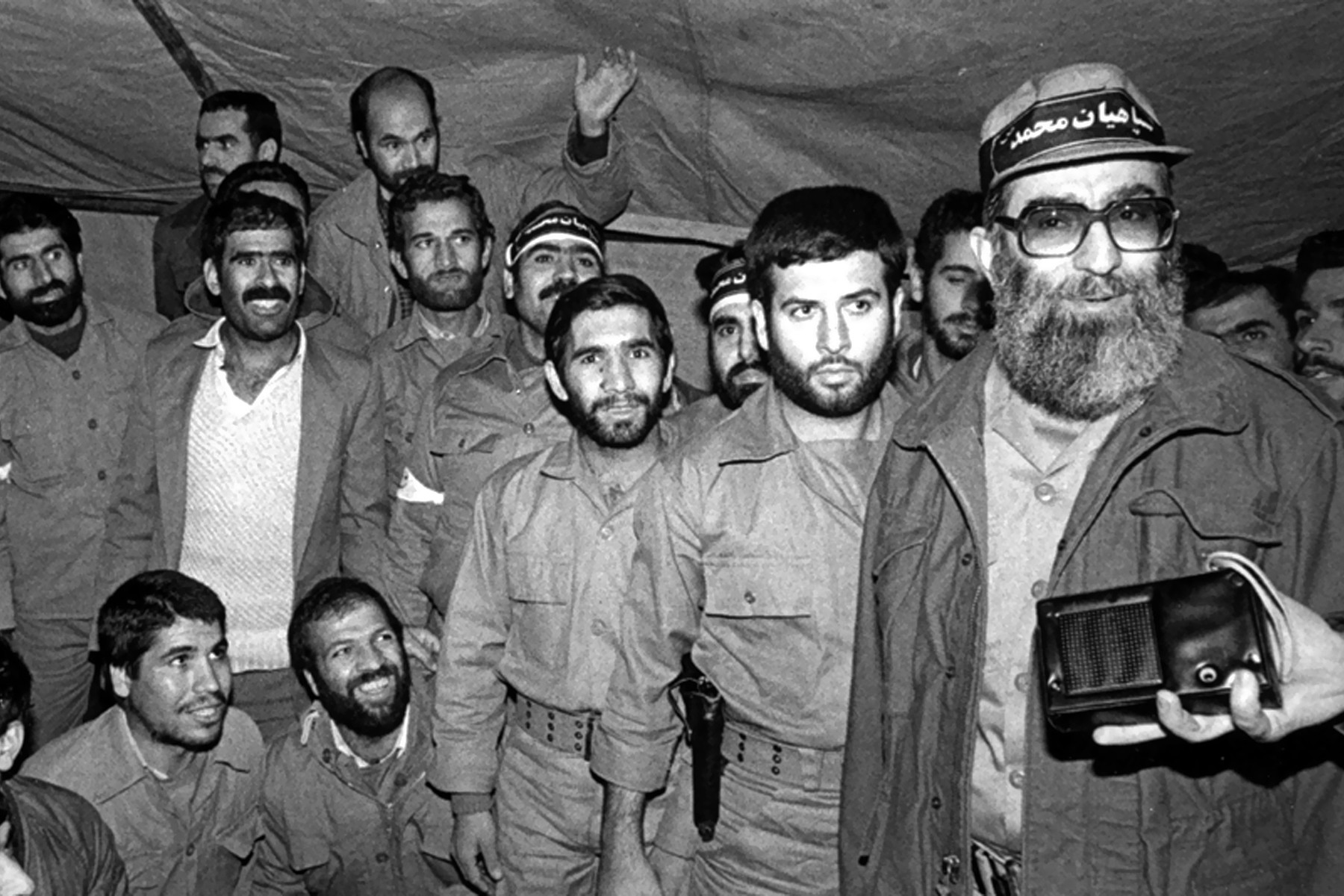
علي خامنئي في الزي العسكري أثناء الحرب العراقية الإيرانية

- ممثل الخميني في مجلس الدفاع الأعلى 1980 م: في عام 1980 م انتخب ممثّلًا للخمينيّ في مجلس الدفاع الأعلى. وفي أغسطس|آب عام 1980، حين شنّ صدام حسين هجومًا عسكريًا على إيران في محاولة للاستفادة من الفوضى الموجودة في النظام الجديد، دخل الجبهات متنقلا فيها لتعزيز معنويات المقاتلين وعمل على تنسيق القوات المسلحة خلال عمله كعضو في مجلس الدفاع الأعلى.[31][32]
- رئاسة الجمهوريّة سنة 1981 م: بعد مقتل رجائي وباهنر، رشحت القوى الثورية علي خامنئي لرئاسة الجمهوريَّة، وبالفعل فقد حصل على أكثر من 16 مليون صوت من مجموع 17 مليون، وأصبح في عام 1981 م ثالث رئيس للجمهورية الإسلامية في إيران، وتسلّم رئاسة الجمهوريَّة في وقت كانت ظروف البلاد حسّاسة وخطيرة. وبعد انتهاء فترة رئاسة الجمهورية انتخب مرة ثانية لرئاسة الجمهورية الإيرانية من 1985 م – 1989 م وقبل انتهاء هذه الفترة الأخيرة انتخب قائداً للجمهورية الإسلامية. اقترنت فترتا رئاسته بأهمية خاصة وذلك لأنها سجلت تقلبات مرحلة حساسة وهي الحرب مع العراق، والتحديات التي كان يواجهها النظام آنذاك من الانفجارات والاغتيالات المتوالية والآثار السّيئة الّتي تركتها رئاسة بني صدر والحصار الاقتصادي، وكثير من الأحداث الخطيرة الأخرى مما جعلها فترة حساسة في تاريخ الثورة الإسلامية حاضراً ومستقبلاً.[33][34]
- رئاسة المجلس الأعلى للثورة الثقافية 1981 م.
- رئاسة مجمع تشخيص مصلحة النظام 1987 م.
- رئاسة شورى إعادة النظر في الدستور 1989 م.
- قيادة الثورة الإسلامية في إيران عقب رحيل الخميني عام 1989 م.[35]

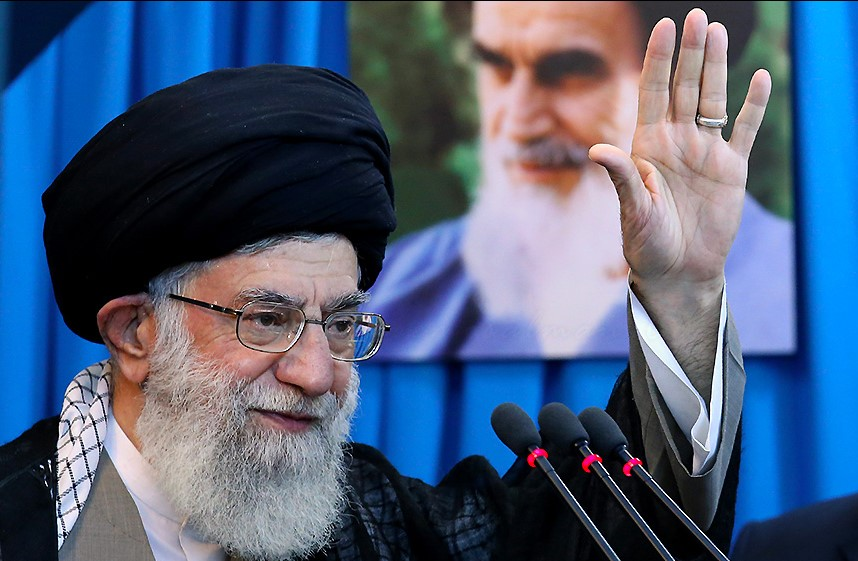
علي خامنئي قائد الثورة الإسلامية

## محاولة اغتيال
وبتاريخ 1981/06/27 م حين كان يلقي خطاباً في مسجد أبي ذر في جنوب طهران تعرّض لمحاولة اغتيال، بتفجير قنبلة وضعت في جهاز تسجيل على منبره ولكن لم تنفجر القنبلة كلها بل جزء منها. فأصيب بشدة ورقد في المستشفى. وفقا للأخبار التي نشرت في وقتها بإصابته في أعلى الكتف وفي ساقه الأيمن وانكسر عظم الترقوة وتقطعت العروق والأعصاب في يده اليمني فأُصيبت يده بالشلل التّـام.
وعلى إثر محاولة الاغتيال، أبرق إليه الخميني كلمة جاء فيها: «وبعد أن قام أعداء الثورة بالاعتداء عليكم، وأنتم من ذريّة الرسول الأكرم ومن آل بيت الحسين بن عليّ عليهما السلام، ولم يكن ذنبكم سوى خدمة الإسلام والوطن الإسلاميّ، ولم ينتقموا منك إلّا لكونك جنديّ باسل في الحرب...إنني أهنئك يا خامنئي العزيز على خدمتك لهذا الشعب المظلوم ومشاركتك في جبهات الحرب بالرغم من زيك العلمائي، وأسال الله أن يمنحك السلامة لتمضي في خدمة الإسلام والمسلمين.»

## قيادته للثورة الإسلامية

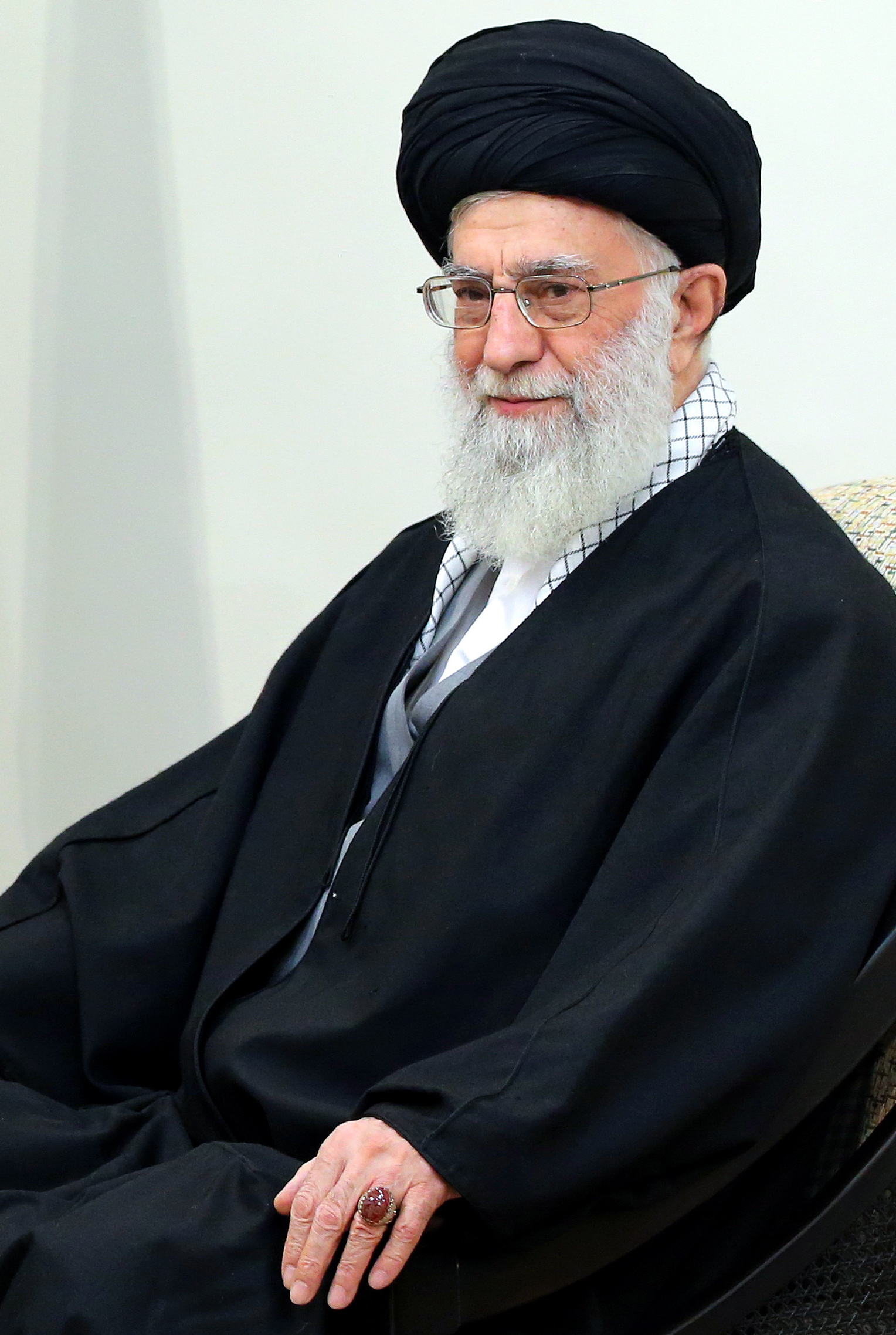
علي خامنئي القائد الأعلي للثورة الإسلامية.

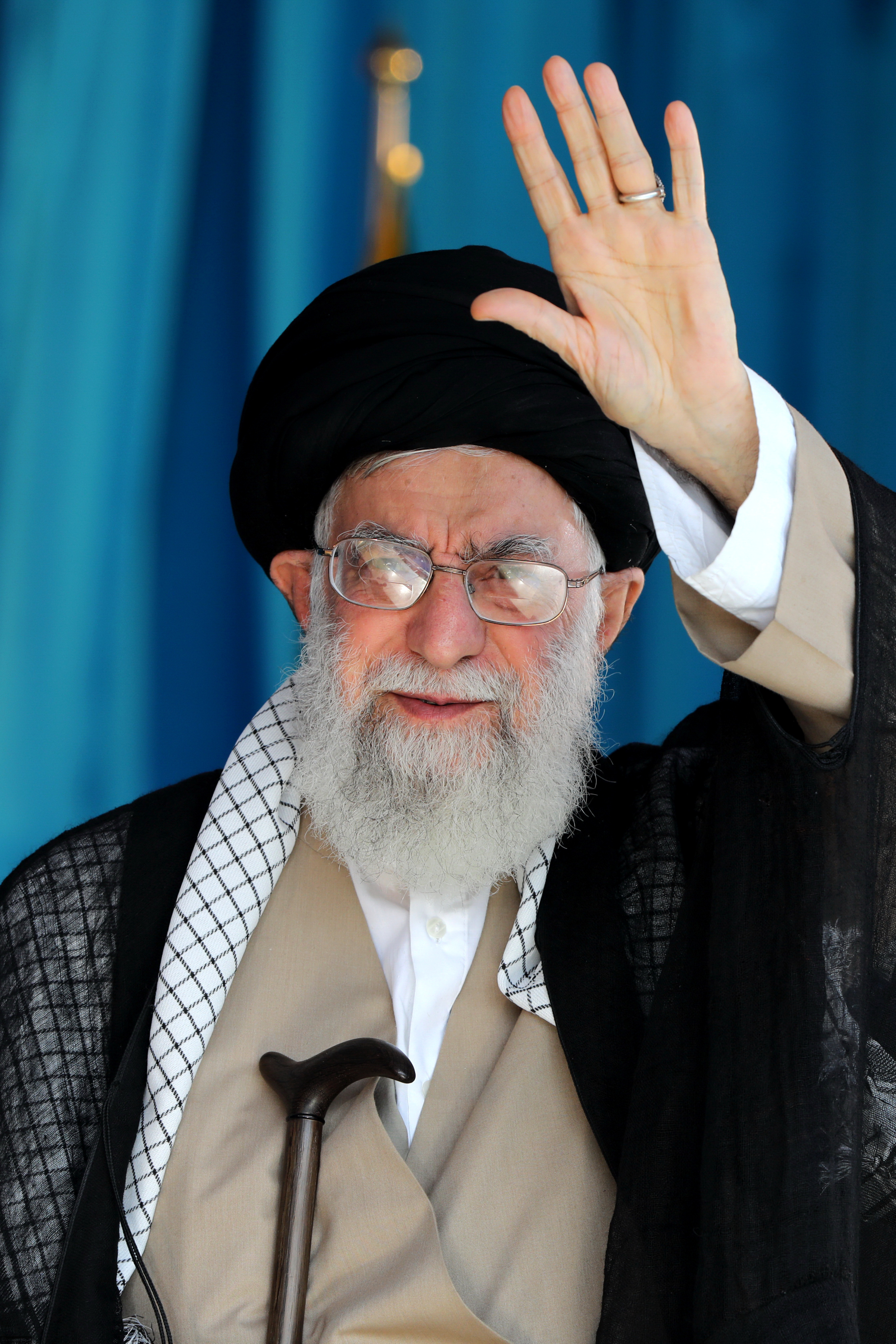
آية الله علي خامنئي في 2018.

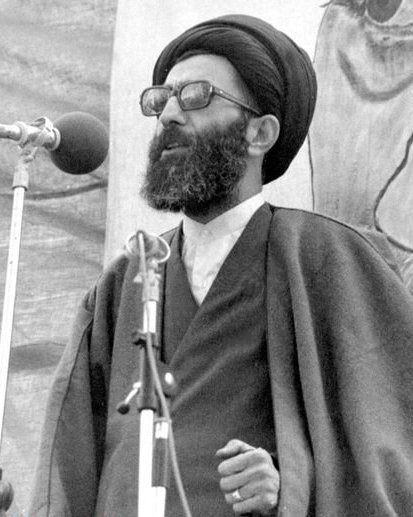
خامنئي إماما في صلاة الجمعة في طهران بتاريخ 1979م.

بعد رحيل الخميني في 3 يونيو/ حزيران 1989 م عُقد اجتماع كبير في صباح اليوم التالي ضم أبرز قادة البلاد ومسؤوليها المدنيين والعسكريين وقرأ رئيس الجمهورية آنذاك، علي خامنئي، الوصية السياسية - الدينية للخميني. وفي عصر نفس اليوم عقد مجلس قيادة النظام (مجلس خبراء القيادة) الذي يضم عشرات الفقهاء والمجتهدين من كافة المدن الإيرانية، اجتماعه لينتخب القائد الجديد -طبقاً للمادة 107 من الدستور الإيراني - ففي البداية كان هناك نقاشاً حول أن تكون القيادة فردية أو على شكل شورى تتكون من ثلاث أشخاص: الرئيس، ورئيس السلطة القضائية، ورئيس مجلس الخبراء، وهم على الترتيب: علي خامنئي، وموسوي أردبيلي، وعلي مشكيني. ولكن لم تصوّت أكثرية أعضاء المجلس للقيادة الجماعية، وصُوِّتَ للقيادة الفردية، فتحوّل النقاش بعد ذلك إلى إيجاد المصداق الحقيقي للقيادة الفردية.
فسرد هنا رفسنجاني - رئيس مجلس الخبراء حينها - عدة روايات أبدا فيها الخميني على جدارة خامنئي للقيادة.
لكن كان خامنئي آنذاك غير موهل لشروط القيادة. لقد كان شرط المرجعية من شروط ولاية الفقيه آنذاك، في حين لم يكن خامنئي مرجعا دينيا في ذلك الوقت. لذلك صوّت أعضاء المجلس لتعيينه كمرشد أعلى مؤقت في إيران.
وبعد حوالي الشهرين جرى استفتاء مراجعة الدستور في إيران وقد وافق عليها 97.6٪ من الناخبين. فبموجبه عُدِّلَ الدستور عدة تعديلات وأُزِيلَ هذا الشرط.
فجدد مجلس خبراء القيادة في جلسة ثانية في 6 أغسطس 1989 انتخاب خامنئي في منصب ولي الفقيه بعد حصوله على موافقة 60 من 64 حضروا الاجتماع. 1989 كان الإمام الخميني قد صرح في رسالته التي بعثها للشيخ المشكيني رئيس مجلس الخبراء آنذاك إلى «أني كنت معتقداً ومصرّاً منذ البداية بأن شرط المرجعية ليس ضرورياً، بل يكفي المجتهد العادل الذي ينال تأييد خبراء البلاد المحترمين.»
فقد بُويع خامنئي من الأمة من خلال انتخاب أعضاء مجلس الخبراء الذي تعيّنه الأمة مباشرة، ورضت بقراراته. ثم توالت عليه رسائل البيعة وبياناتها، بصفته ولياً لأمر المسلمين. فبايعه المسؤولين الكبار في النظام والمؤسسات المختلفة، وأفراد عائلة الخميني، ومراجع التقليد وعلماء الدين بما في ذلك الشيخ محمد علي الآراكي، ومحمد رضا الموسوي الكلبيكاني، والشيخ هاشم الآملي وشهاب الدين المرعشي النجفي. كما بايعته الجامعة الكبرى في قم وإدارة الحوزة أساتذتها، وكذلك الحوزات والتجمعات العلمية في مشهد وأصفهان وطهران وغيرها.

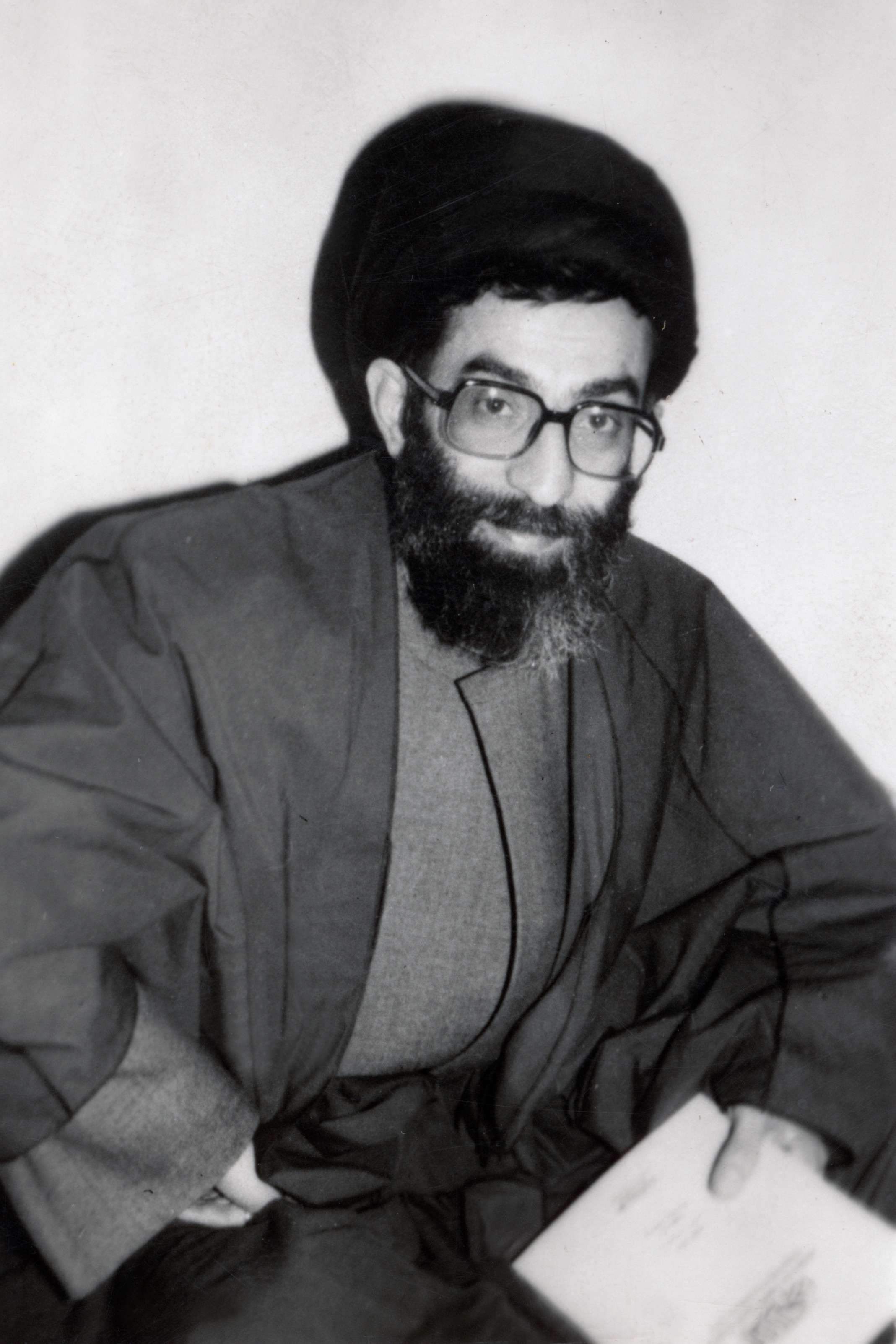
خامنئي في شبابه.

بعث أحمد الخميني بعد ساعات من انتخابه للقيادة برقية تبريك له يقول فيها: «لقد ذكر الإمام الخميني اسمك مراراً بوصفك مجتهداً صالحاً لقيادة الحكومة. إنّا وكل أفراد العائلة أتقدّم بالشكر الجزيل للسادة العلماء أعضاء مجلس الخبراء المحترمين لانتخابهم المسدد له، وإنني اعتبر أوامر الولي الفقيه واجبة التنفيذ عليّ.»

### تسريبات حول مبايعته
في يناير 2018 بعد المظاهرات التي اندلعت في عدد من المدن الإيرانية، وعشية الذكرى الأولى لوفاة هاشمي رفسنجاني سُرِّبَ فيديو يكشف تفاصيل الجلسة الأولى لمجلس خبراء القيادة وانتخاب المرشد الحالي علي خامنئي للقيادة عام 1989. يبدأ الفيديو بنقاش أعضاء المجلس حول أن يكون منصب ولي الفقيه فرديا أو استبدال شورى للفقهاء به. فبعد إجراء عملية التصويت وفرز الأصوات صُوِّتَ للقيادة الفردية.
ثم بدأ النقاش حول انتخاب شخص واحد ليحلّ محلّ آية الله الخميني، الذي كان قد توفّي في اليوم السابق. فدار النقاش حول انتخاب علي خامنئي، فسرد هنا رفسنجاني عدة روايات أبرز فيها أنه في أكثر من مناسبة، كان الخميني قد أوصى بانتخاب خامنئي مرشداً للثورة.
لكن بما أن خامنئي لم يكن مرجعا في ذلك الوقت، في حين كان شرط المرجعية من شروط القيادة في الدستور الإيراني، رفض بعض الأشخاص في الاجتماع أهليته بسب عدم انطباق الشروط عليه، واعترف خامنئي بذلك. فبعد أخذ وردّ كان بمعظمه غير مسموع، دعا رفسنجاني إلى إجراء تصويت، لتعيين خامنئي مرشد مؤقت لحين مراجعة الدستور وحذف شرط أن يكون المرشد «مرجع ديني». فوافق 60 عضوا من أصل 76 عضوا حاضرين في الجلسة، على أن يكون خامنئي خليفة للخميني موقتا إلى أن يصوت الإيرانيون علی استفتاء مراجعة الدستور.

## آراء

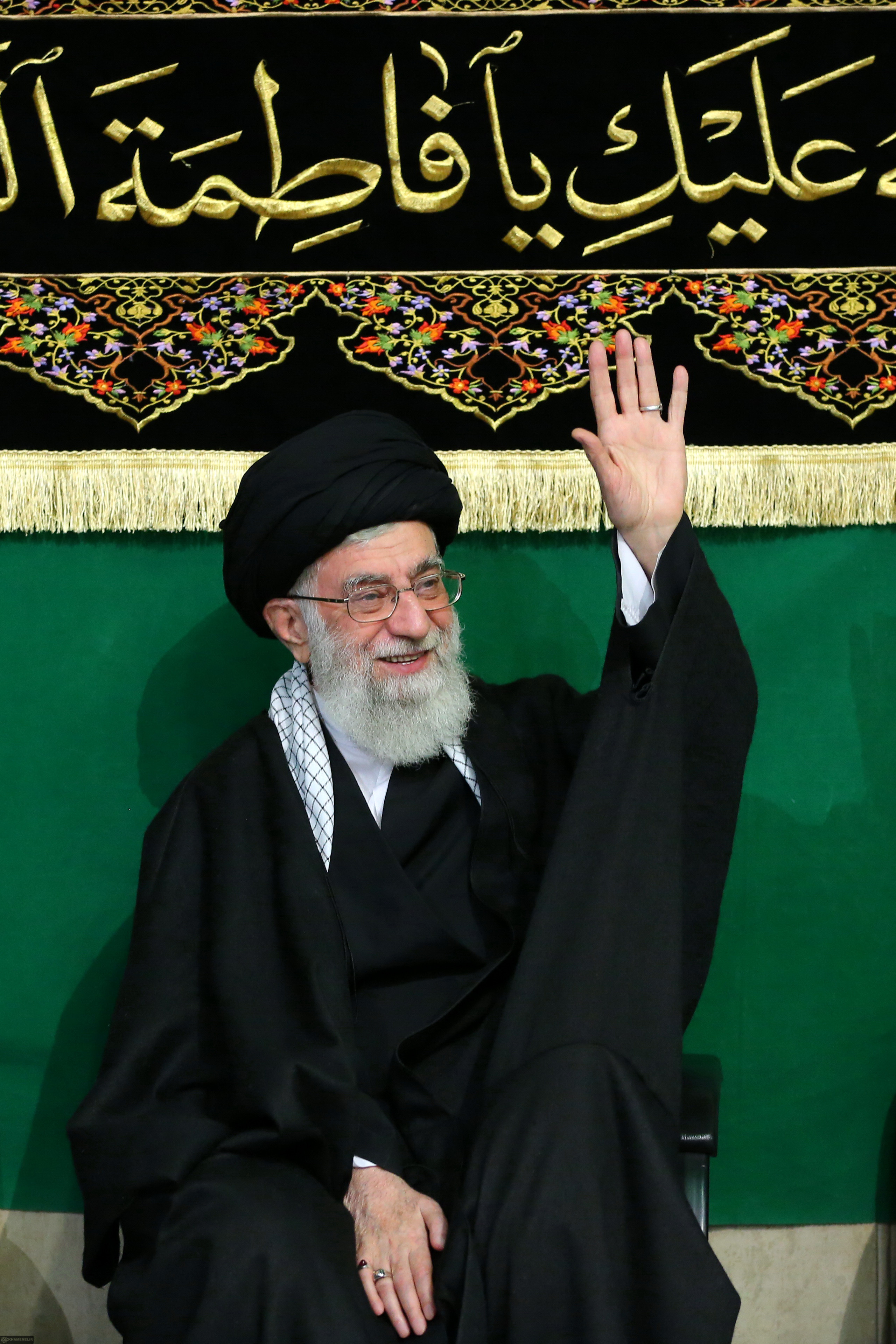
علي خامنئي في حداد فاطمة الزهراء.

### تحريم استخدام السلاح النووي
كشفت وزارة الخارجية الإيرانية في اجتماع الوكالة الدولية للطاقة الذرية في فيينا عن أن علي خامنئي أصدر فتوى بتحريم إنتاج، وتخزين، واستخدام الأسلحة النووية. واعتبرت هذه الفتوى ضمانة للغرب بأنّ إيران لا تسعى إلى امتلاك السلاح النووي كما قال الرئيس الاميركي باراك اوباما:«انّ فتوى المرشد الأعلى للثورة الإسلامية في إيران علي خامنئي حول تحريم السلاح النووي تشكل آلية جيدة للالتزام بالاتفاق.» وأكد قائد الثورة الإسلامية أن البرنامج النووي الإيراني هو لأغراض سلمية، وأن مبادئ الجمهورية الإسلامية تمنعها من اللجوء إلى استخدام الأسلحة الذرية.

### تحريم الإساءة لزوجات النبي وأصحابه

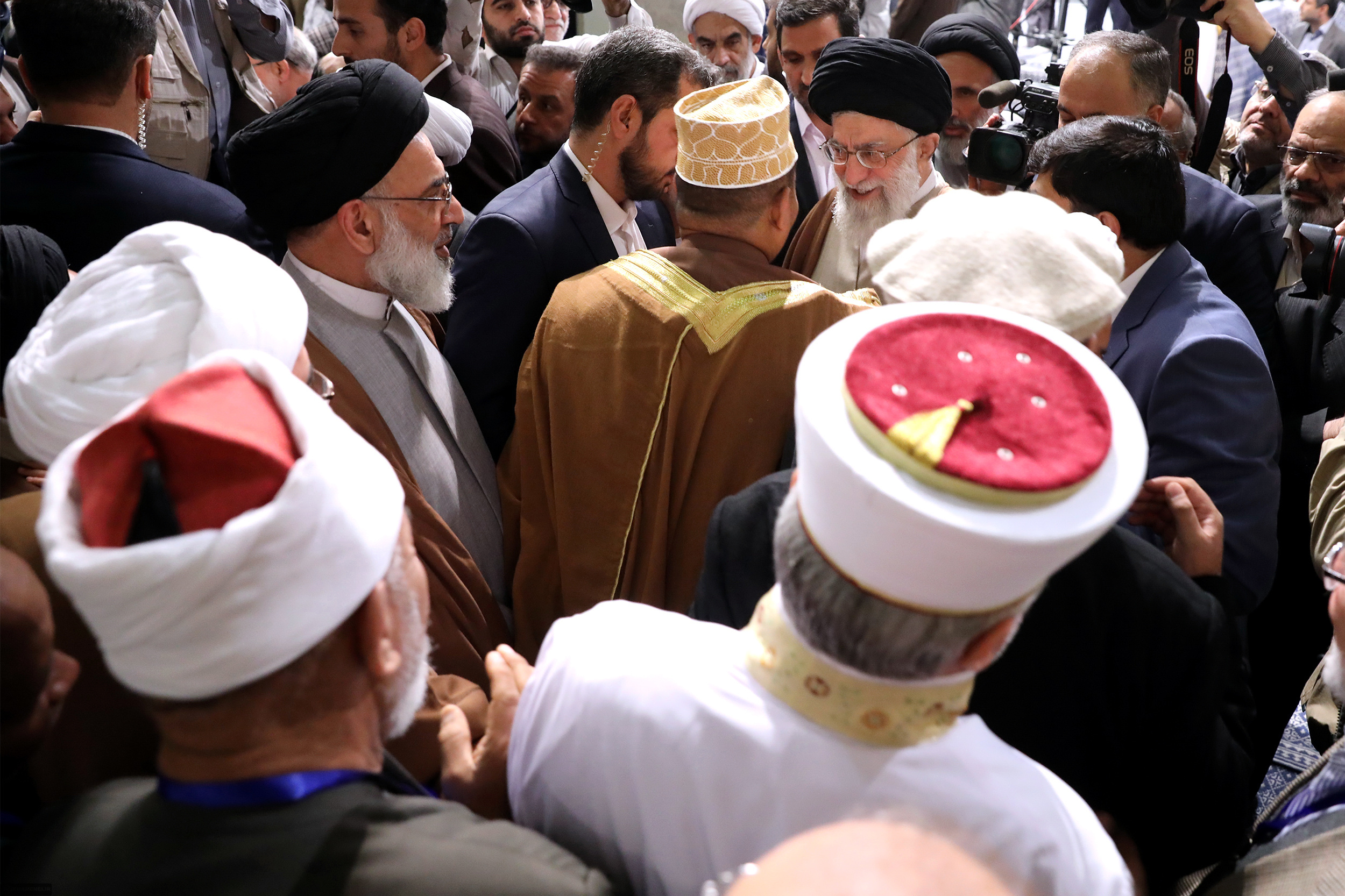
المشاركون في مؤتمر الوحدة الإسلامية الدولي الحادي والثلاثين يجتمعون مع خامنئي، ديسمبر 2017

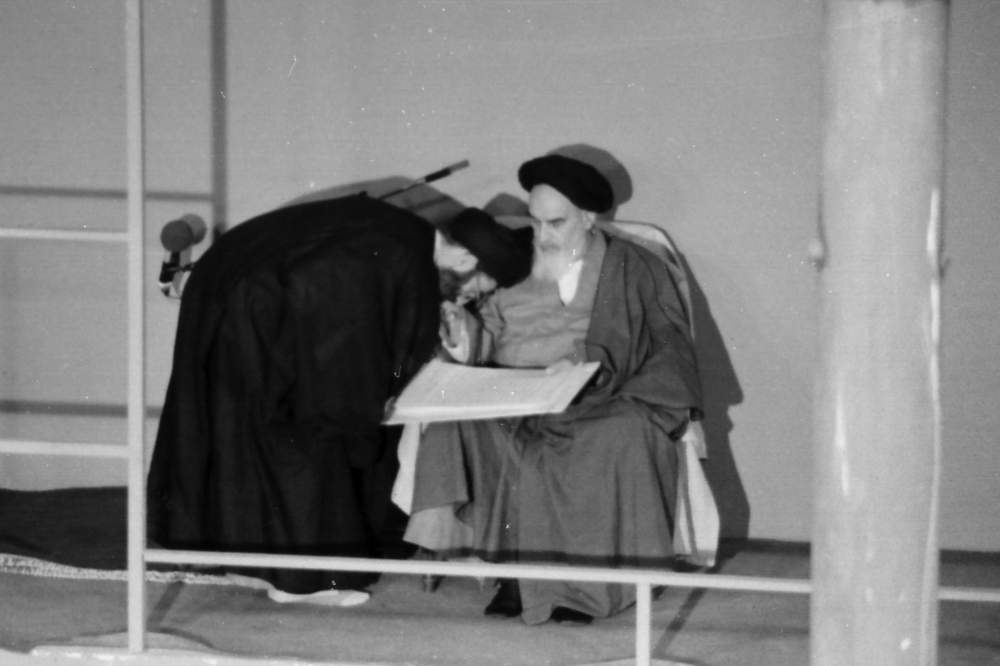
خامنئي يقبل يد الخميني

هي فتوى أصدرها آية اللّٰه خامنئي في عام 7 أكتوبر 2010 حرّم بموجبها الإساءة لزوج النبي محمد أم المؤمنين السيدة عائشة أو النيل من الرموز الإسلامية لأهل السنة والجماعة.
جاء ذلك في إجابة على استفتاء وجهه جمع من علماء ومثقفي مدينة الإحساء السعودية في أعقاب الإساءات التي وجّهها رجل الدين الكويتي المقيم في لندن ياسر الحبيب للسيدة عائشة آنذاك.
لاقت فتوى آية اللّٰه خامنئي، بتحريم الإساءة إلى رموز أهل السنة والسيدة عائشة زوجة الرسول اهتماماً في الصحف ووسائل الإعلام المحلية والعالمية كما لاقت ارتياحاً بالغاً لدى عموم المسلمين.
أكد خامنئي على وحدة العالم الإسلامي والتآزر ومساعدة بعضنا البعض وتجنب الاختلافات الدينية والفكرية. فيقول: «إذا حدثت هذه الوحدة ، فلن يكون الوضع الذي يعيشه المسلمون اليوم على هذا النحو وسيكتسب المسلمون الكرامة. الشيعة البريطانيون والسنة الأمريكيون سيف ذو حدين. محاولتهم قتل المسلمين».
تعد هذه الفتوى الأحدث والأرفع مستوى ضمن ردود الفعل الشيعية واسعة النطاق استنكارا للإساءة التي وجّهها الحبيب للسيدة عائشة حيث أدانت العشرات من الرموز الدينية الشيعية البارزة في دول الخليج العربي وإيران بشدة في تصريحات وبيانات التعرض بالإساءة لأم المؤمنين السيدة عائشة أو أي من أزواج النبي محمد وقد وصف خامنئي اتباع ياسر الحبيب ب«التشيع البريطاني» وبأن قوي الإستكبار تحيك المؤامرات ضد العالم الإسلامي عبر ياسر الحبيب فيقول: «حينما تشاهدون إذاعات وتلفزيونات تنطلق في العالم الإسلاميّ، ويكون عملها باسم "الشيعة" وتحت عنوان "التشيّع"، وتشتم وتُهين كبار الشخصيّات التي يعتقد بها بقيّة المذاهب الإسلاميّة، [فاعلموا] أنّ تمويلها هو من ميزانيّة الخزانة البريطانيّة. هذا تشيّع بريطانيّ!»، وأضاف: «يتخيّل بعضٌ أنّ إثبات التشيّع إنّما يتمّ بقيام الإنسان بشتم وإهانة كبار الشخصيات التي يؤمن بها أهل السنّة والآخرون. كلّا، إنّ هذا خلاف سيرة الأئمة عليهم السلام، لقد أكّد مراجع الدين الشّيعة -الإمام العظيم وآخرون، وخاصّة بعد انتصار الثورة الإسلاميّة- كثيراً على الوحدة الإسلاميّة، وأخوّة المسلمين فيما بينهم، في ذلك الوقت سعى بعضهم -الملكيّون أكثر من الملك- إلى إيقاد نار الفتنة، وإيجاد النزاعات وبثّ الاختلافات، لا يوجد فرق بين ذلك التسنّن الذي تدعمه أمريكا وذلك التشيع الذي يُصدَّرُ إلى العالم من مركز لندن، فكلاهما شقيقا الشيطان، وكلاهما عميلا أمريكا والغرب والاستكبار».

### السياسة الخارجية

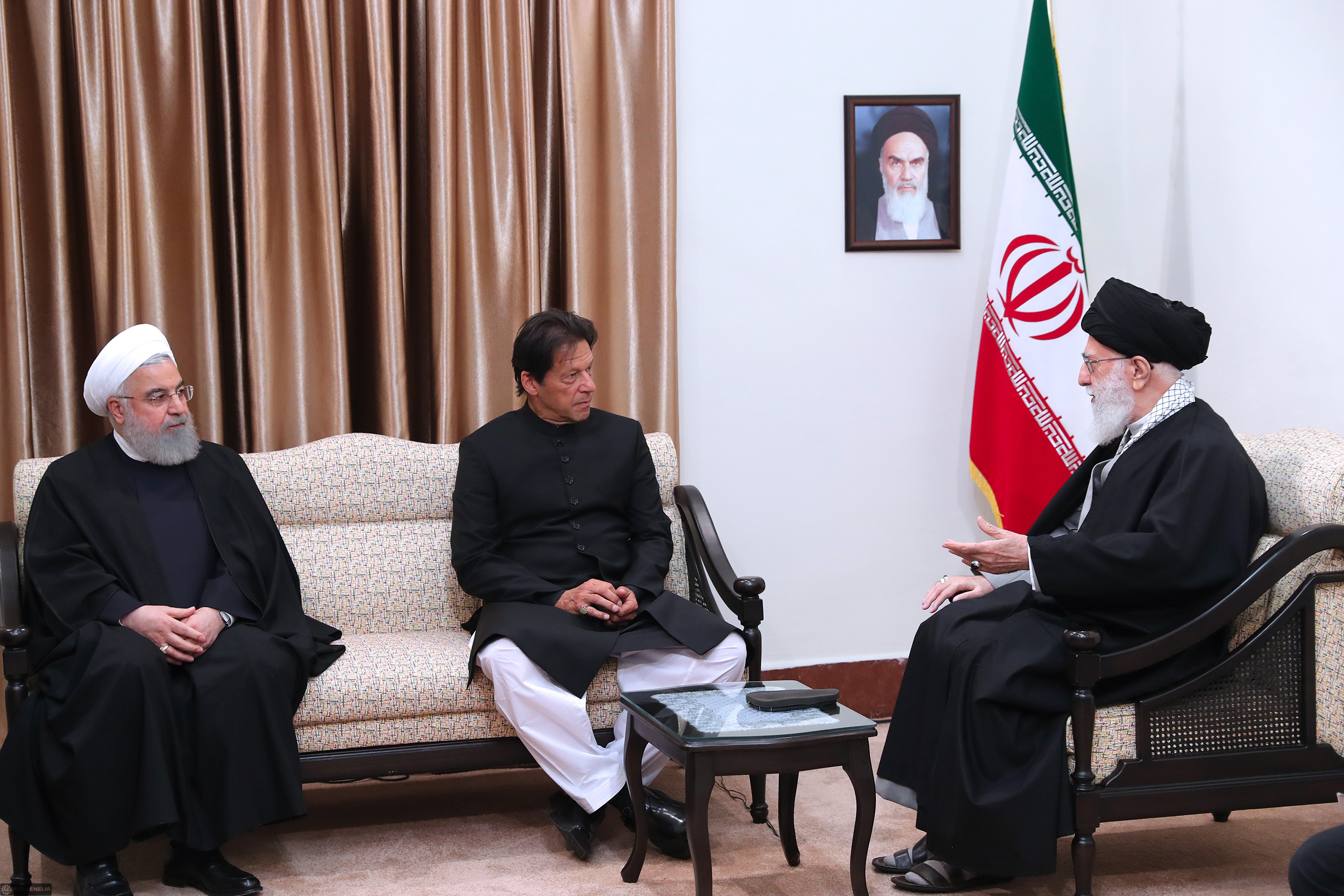
خامنئي يقابل رئيس الوزراء الباكستاني السابق عمران خان.

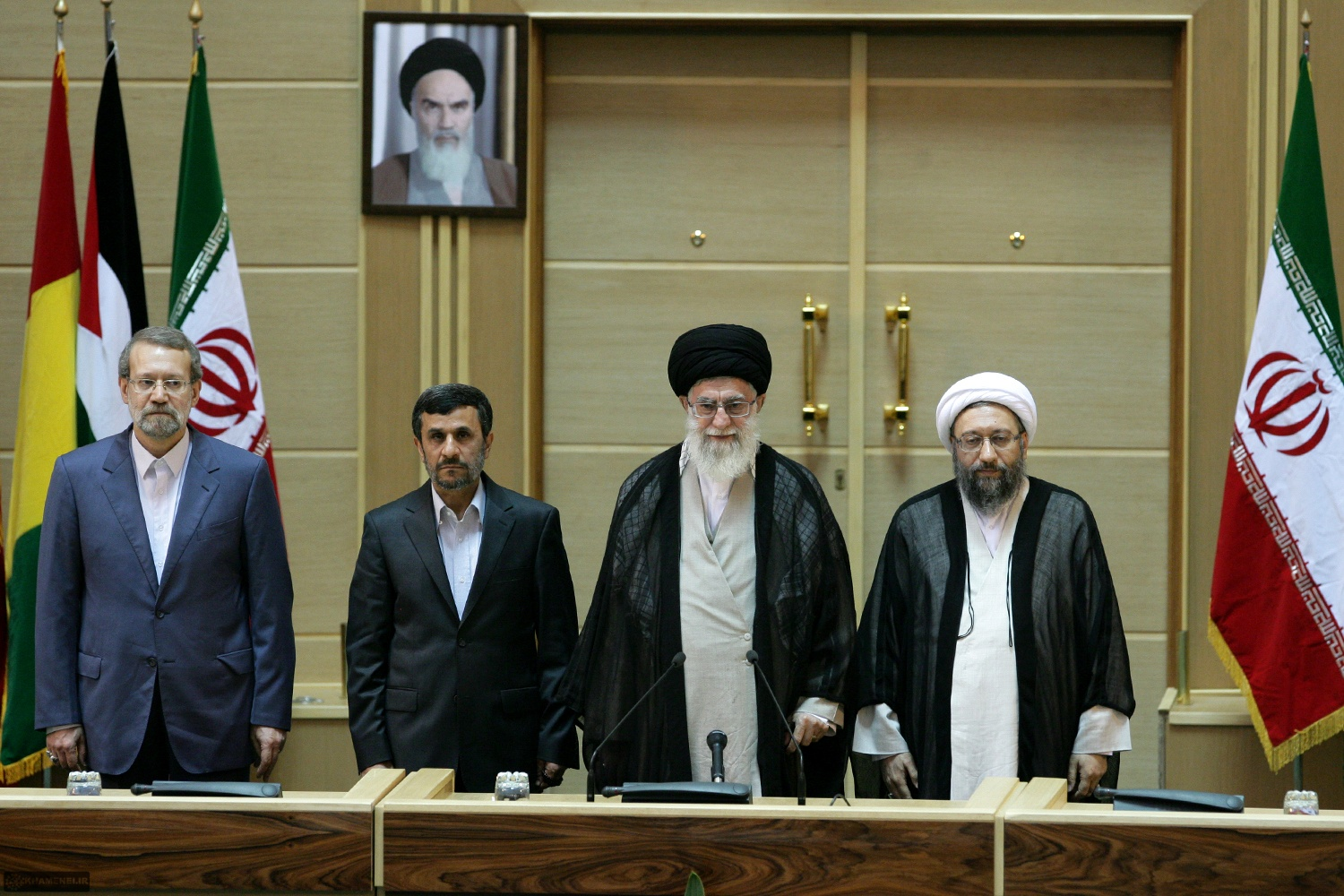
خامنئي مع محمود أحمدي نجاد، علي لاريجاني، وصادق لاريجاني في عام 2011

يتحمل خامنئي "المسؤولية المباشرة" عن السياسة الخارجية و"لا تُتَّخَذ القرارات دون رأيه المباشر وموافقته". ويصف السياسة الخارجية للجمهورية الإسلامية على النحو التالي: "إننا نعتبر الدفاع عن المسلمين والدفاع عن الأمة المظلومة من سياساتنا الأساسية ولا نحيد عنها. نحن مؤيدون للإسلام، ومسلمون، وصحوة إسلامية، ونعارض تغذية القوى الاستغلالية من موارد وغنائم المظلومين، نحن ضد الاستعمار والاستغلال، وهذه المعارضة ليست بالكلام أو الأقوال. هذا هو إيماننا وهذا هو شكل سياستنا الخارجية. ويقال إنه يوجه السياسة الخارجية في اتجاه يتجنب المواجهة أو التسوية مع الغرب. وأدان خامنئي تدخل السعودية في اليمن وقارن السعودية بإسرائيل. وفقًا لخامنئي، فإن سياسة إيران الإقليمية هي عكس السياسة الأمريكية، وإيران تدعم المقاومة في المنطقة والذين يقاتلون ضد إسرائيل. أدان خامنئي اضطهاد مسلمي الروهينجا في ميانمار ووصف زعيمة ميانمار الفعلية والحائزة على جائزة نوبل للسلام أون سان سو تشي بأنها "امرأة لا تعرف الرحمة".

#### ثورات الربيع العربي

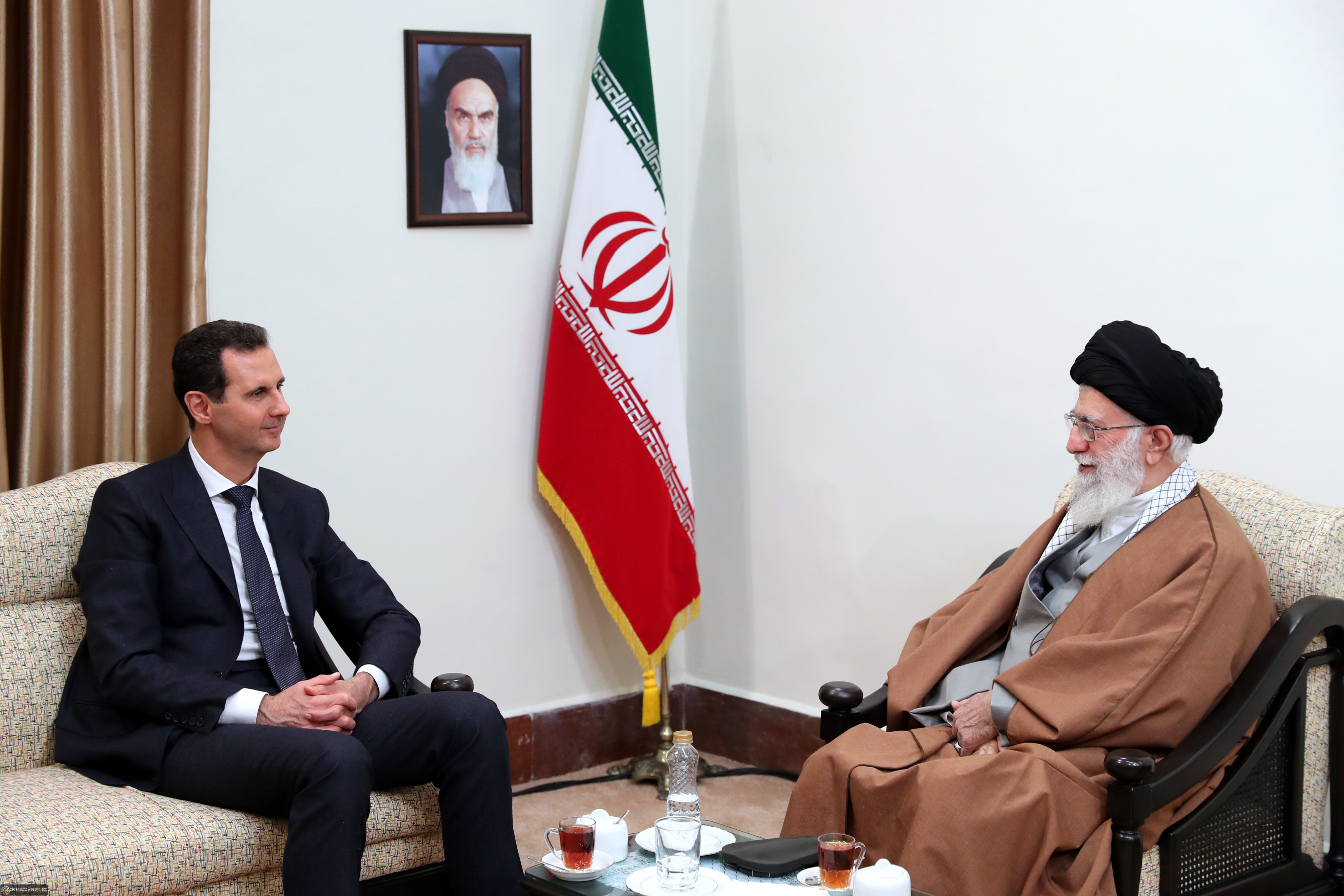
خامنئي يلتقي ببشار الأسد في فبراير 2019. تعد سوريا الحليف الإستراتيجي لإيران في المنطقة.

وصف خامنئي ثورة تونس ومصر في خطبة الجمعة في جامعة طهران يوم 4 فبراير 2011 بأنها «بوادر صحوة إسلامية في العالم مستوحاة من الثورة الإسلامية الإيرانية عام 1979»، ودعي الشعب المصري لإقامة النظام الإسلامي في مصر فقال: «لا تتراجعوا حتى احلال نظام شعبي على اساس الدين، رجال الدين يجب ان يلعبوا دورا نموذجيا عندما يكون الشعب خارج المساجد ويردد شعارات عليهم تأييدها. ان شاء الله ينضم جزء من الجيش الى الشعب»، «العدو الرئيسي للجيش المصري هو النظام الصهيوني وليس الشعب المصري»
واتهم خامنئي الرئيس المصري حسني مبارك بانه «خادم للصهاينة والولايات المتحدة»، مؤكداً ان مصر «كانت لمدة ثلاثين عاما بين يدي عدو للحرية خادم للصهاينة» وأضاف «تحول مبارك خادما للأميركيين لم يساعد مصر على تحقيق أي تقدم، عليه ان يعرف ان اليوم الذي يهرب فيه وان شاء الله سيحدث ذلك قريبا، سيكون الاميركيون اول من يدير ظهره له واول من يغلق الباب في وجهه كما فعلوا مع الرئيس التونسي السابق زين العابدين بن علي وشاه ايران السابق محمد رضا» وأضاف «لذلك فان الإسرائيليين والصهاينة الأعداء هم الأكثر قلقا مما يجري لانهم يعرفون انه ان لم تعد مصر حليفتهم فسيكون ذلك حدثا كبيرا في المنطقة».
قال خامنئي في خطبة الجمعة التي ألقاها باللغة العربية في 3 فبراير 2012 بمناسبة حلول الذكري الثالثة والثلاثون للثورة الإسلامية: «الثورة الإسلامية التي نجحت في إسقاط أكبر ديكتاتور علماني في إيران قد عمت الدول العربية، وأن انتخابات مصر وتونس وتطلعات الشعوب في البحرين واليمن تدل على أنهم يريدون أن يكونوا مسلمين معاصرين دون إفراط وتفريط»

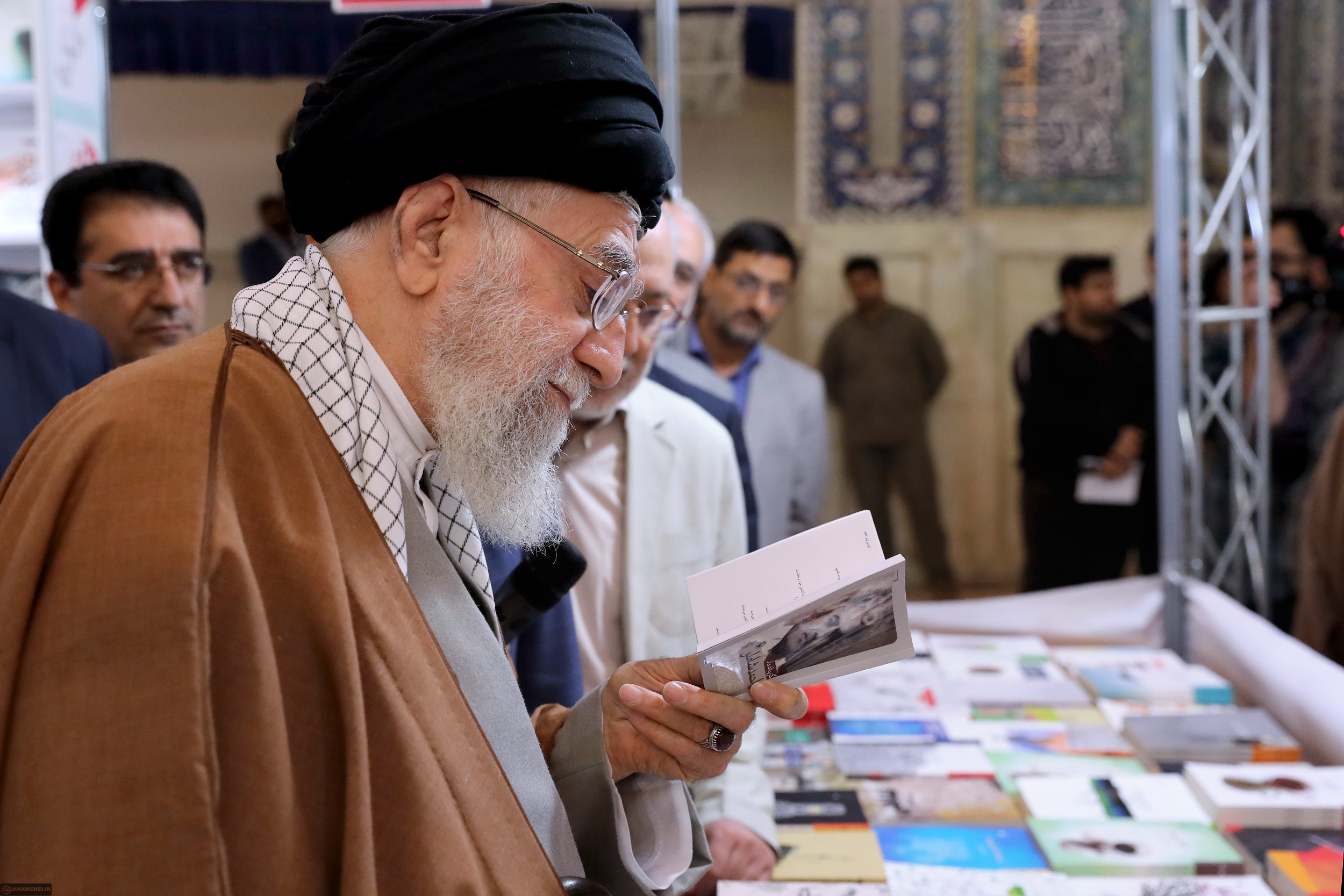
خامنئي يقرأ قصيدة أحمد شاملو. زيارة معرض طهران للكتاب 2018

### الهولوكوست
في أبريل 2013، شكك خامنئي في الهولوكوست في خطاب بمناسبة عيد رأس السنة الفارسية. وقال: «الهولوكوست حدث لا تتضح حقيقته وإذا حدث فلا يعرف كيف حدث». وقال أيضا: «لا أحد في الدول الأوروبية يجرؤ على الحديث عن المحرقة، في الغرب الحديث عن الهولوكوست وإثارة الشكوك حولها هو خطيئة كبرى».

### المرأة

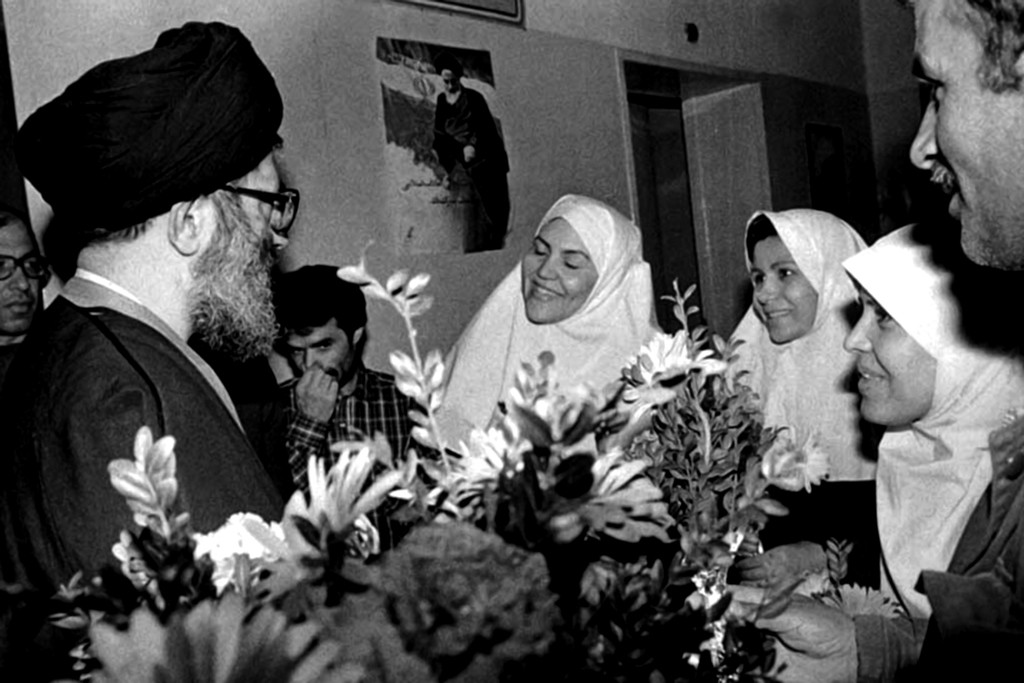
خامنئي مع الممرضات والعاملين في مستشفى باقية الله الأعظم العسكري.

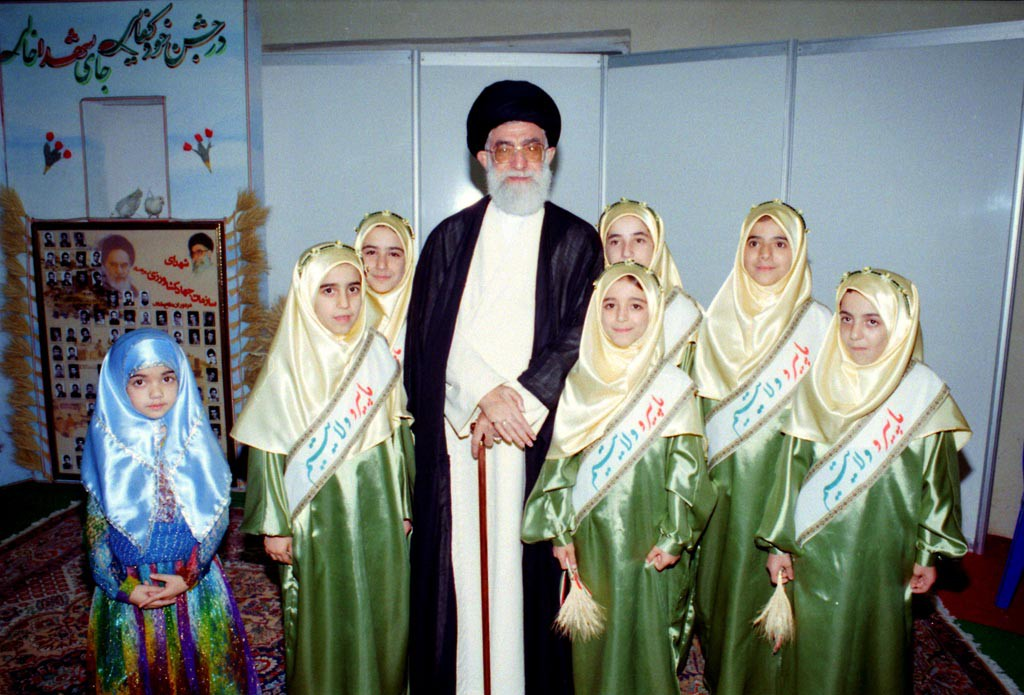
خامنئي مع الفتيات اليتيمات في همدان عام 2004م.

كان خامنئي قد عبر عن آرائه حول المرأة ودورها في المجتمع في خطاباته في مناسبات مختلفة. فيما يتعلق بالنشاط الاجتماعي للمرأة، يعتقد أنه إذا لم تكن المرأة حاضرة في الحركة الاجتماعية للأمة، فلن تصل تلك الحركة إلى أي مكان ولن تنجح. حسب اعتقاده القائم على الإسلام، فإن المشاركة في الأنشطة العلمية والاقتصادية والاجتماعية والسياسية لا ينبغي أن تُفرض على المرأة. على هذا النحو، يجب ألا تحاول أن تسد طريقه. إذا أرادت المرأة الدخول في الأنشطة الاجتماعية والسياسية، فلا عائق ؛
في يوليو 1997، وصف فكرة المشاركة المتساوية للمرأة في المجتمع بأنها فكرة سلبية وبدائية وطفولية. حسب قوله، فإن وجود المرأة في المناصب التنفيذية في البلاد ليس مسألة فخر وهو يعتبر شكلاً من أشكال السلبية تجاه الخطاب الغربي. وبحسبه فإن أهم مؤسسة اجتماعية هي الأسرة، وللمرأة دور أهم في الأسرة. اعتبر «التدبير المنزلي» و «إنجاب الأطفال» كفاح المرأة وفنًا.
في يونيو 1998، أمر السيد علي خامنئي «بحملة على السلوك الجامح للنساء» وبحلول منتصف أغسطس من ذلك العام ، اُعْتُقِلَ 1800 رجل وامرأة من قبل الشرطة لما أسماه «ملابس غير لائقة وسلوك بذيء». وشهدت هذه الفترة أيضًا قمع الصحفيات والصحف والمجلات النسائية.

### شخصية أدبية

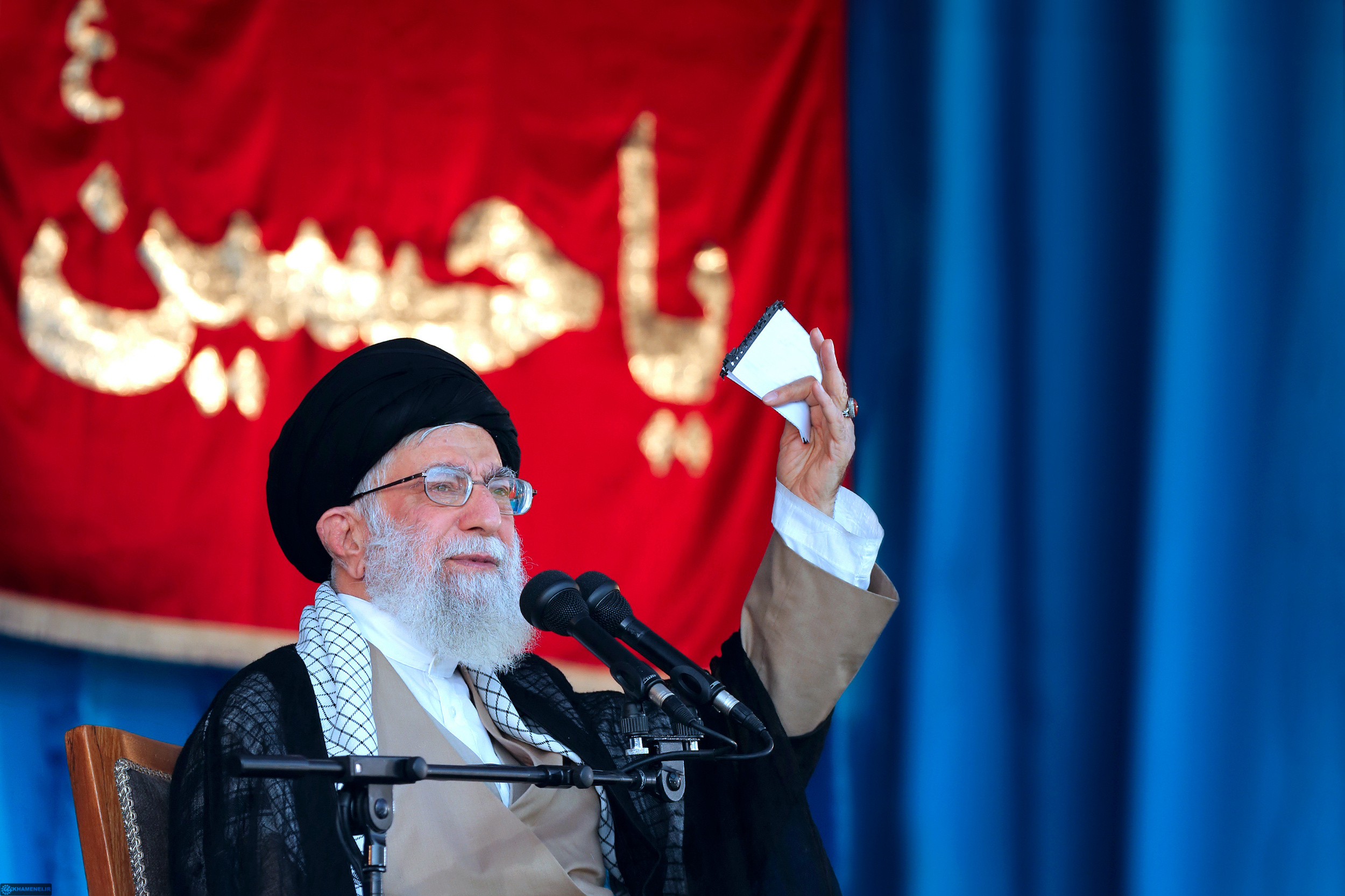
خامنئي في المؤتمر الكبير لأعضاء الباسيج بملعب آزادي وخلفه لافتة مكتوب عليها "يا حسين"

إهتم خامنئي بمجالات الشعر والأدب، وهو قرأ كثيرا من الروايات والقصص، والعديد من الروايات والقصص المعروفة في العالم. له ميل كثير لمطالعة الروايات والآثار الأدبية لكبار الكتاب في العالم والتاريخ الثقافات والشعوب المختلفة الشرقية والغربية، بل إن له باعه في نقد الأعمال الأدبية والشعرية، علاقاته مع الشعراء والكتاب والمثقفين في زمانه كثير. حينما كان في مشهد، شارك في بعض الجمعيات الأدبية التي تشكلت آنذاك بمشاركة شعراء كبار، وكان ينقد الشعر في هذه الجمعيات الأدبية. هو قد نظم الشعر أيضا واختار لقب الشعري «أمين» لنفسه في السنوات الأخيرة. هو أيضا اهتم بقراءة الكتب خاصة مطالعة الكتب التاريخية في الموضوعات والبحوث التاريخ المعاصر.

### اهتمام باللّغة العربيّة
يعتقد خامنئي «بما أنَّ لغة القرآن والعلوم والمعارف الإسلاميَّة هي العربيَّة، وأنّ الأدب الفارسيّ ممتزج معها بشكل كامل، لذا يجب تدريس هذه اللّغة بعد المرحلة الابتدائيّة حتّى نهاية المرحلة الثانويّة في جميع الصفوف والحقول الدراسيّة».
يقول الدكتور "محمد علي آذرشب"، (المستشار الثقافي للخامنئي) حول اهتمام خامنئيّ بالعربيّة والأدب العربيّ: "آية الله خامنئيّ يعشق الأدب واللغة العربيّة، وإنّه وحتّى اليوم مع زحمة الأعمال الّتي تحيط به، يعقد جلسات بحث أسبوعية في الأدب والشعر العربيّ يتعرّض خلالها القليل من الشعر القديم ولكثير من الشعر الحديث، وخلالها سمع مرارًا يقول طالما تمنّيت أنّني ولدت في بلد عربيّ يمكّنني من الكلام باللّغة العربيّة. لقد طالع موسوعات في الأدب العربيّ بأجمعها ووضع عليها هوامش وتعليقات، من ذلك كتاب الأغاني، فقد طالعه بأجمعه ووضع على حواشيه تعليقات وملاحظات هامّة؛ كما وضع فهرسًا كاملًا قبل أن تبادر دار الكتب إلى طباعة فهرس الأغاني. وحاول منذ سنٍّ مبكر أن يقرأ "لجبران خليل جبران" ويترجم له ويقرأ ديوان الجواهري ويعلّق عليه، وحتّى في السجن لم يُفوِّت فرصة الارتباط بمن له ذوق بالأدب العربيّ، من ذلك أنّه التقى في سجن القلعة سنة 1963م بمجموعة من السجناء العرب الخوزستانيّين، فآنس بهم وآنسوا به وكان منهم "السيّد باقر النزاري".
ويذكر خامنئي، إنّه كان دائمًا يحاول أن يتكلّم مع هؤلاء العرب ويتحادث معهم، وكان يعلّم بعضهم قواعد اللّغة العربيّة ويتعلّم منهم المحادثة العربيّة، حتّى أنَّه حينما خرج من السجن عملوا له «هوسة»: «يا سيّد جدّك ويّانه».

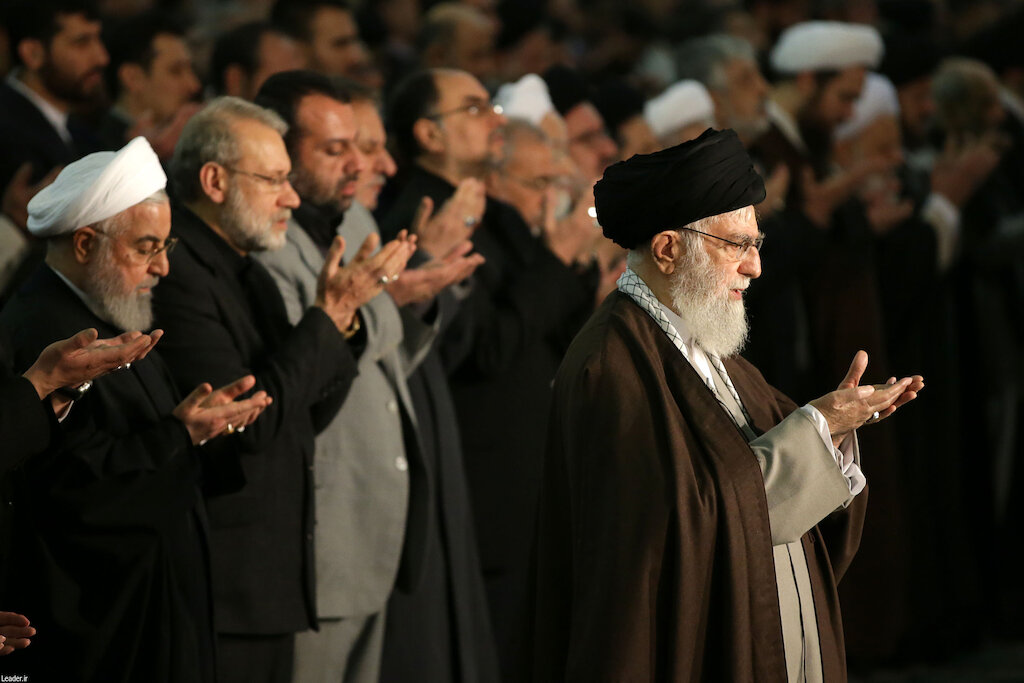
خامنئي في إمامه صلاة الجمعة عام 2020م.

### حول الحرية
يرى خامنئي أن القضية التي تطرح بشأن الحرية هي انتهاج المبدأ الإستقلالي. والسير على منهج التقليد، قد يعكس نتائج مريرة. والحرية الاجتماعيه التي هي عبارة عن حرّية التفكير والقول والاختيار، وما إلى ذلك، حق إنساني ورد تكريمها في الكتاب والسُنّة، والحرية مقولة إسلامية. ولكن يرى هناك مجموعات تتظافر جهودهما ضد النظر إلى الحرية باعتبارها مقولة إسلامية كإستشهادهم على الدوام في كلماتهم عن الحرّية بأقوال الفلاسفة الغربيين الذين ظهروا خلال القرون الثلاثة الأخيرة والتي ما ان تسمع بمفهوم الحرية حتى يعتريها الرعب وتأخذ باطلاق صيحات الخوف على ذهاب الدين. لكن يرى أنهم واهمون في مواقفهم لأن الدين أكبر مناد للحرية الصحيحة والمعقولة، ونماء الأفكار وازدهار الطاقات قد يكون من فضائل وجود الحرية.

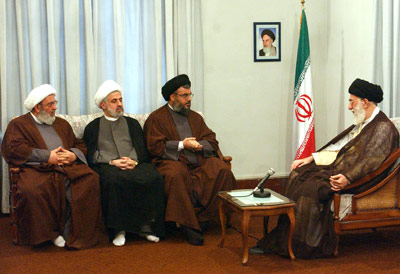
المرشد الأعلى للثورة الإسلامية الإيرانية علي خامنئي والأمين العام لحزب الله اللبناني حسن نصر الله

### حول حزب الله اللبناني
برأيه حزب الله اللبناني رغم التهديدات والدعايات المغرضة العديدة يجسد كيانه الرشيد في العالم الإسلامي ويعتبر ادانته في قصاصة اوراق من قبل حكومة فاسدة وعميلة وخاوية، لا أهمية له وسبب رأيه يوضح بالإشارة إلى الهزائم التي تكبدها الكيان الصهيوني على يد حزب الله اللبناني في الحروب الاخيرة من جهة، وهزائم جيوش قوية لثلاث دول عربية امام الكيان الصهيوني من جهة أخرى، فبنظرته ان حزب الله وشبابه المؤمن يتألقون كالشمس، وهم فخر للعالم الإسلامي.

### حول القضية الفلسطينية

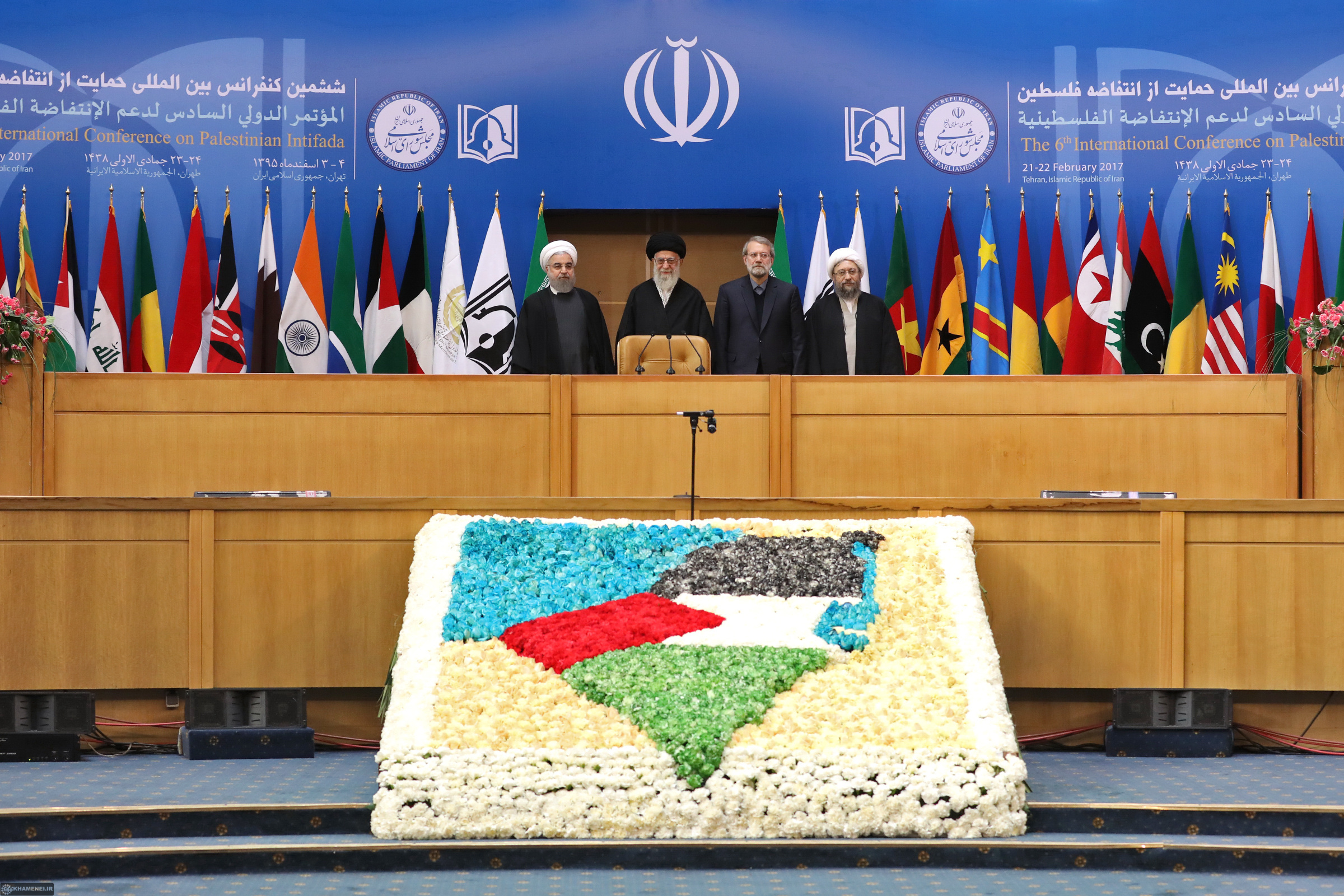
علي خامنئي ورؤساء السلطات التنفيذية والقضائية والتشريعية الإيرانية في المؤتمر الدولي السادس لدعم الانتفاضة الفلسطينية، طهران

وفي كلمته في المؤتمر الدولي السادس لدعم الانتفاضة الفلسطينية في طهران شدّد خامنئي إلي أولوية القضية الفلسطينية للعالم الإسلامي ولطلاب الحرية في العالم مؤكدا: «يجب ألاتهمَل أبداً أهمية الدعم السياسي لشعب فلسطين وهذا ما يتمتع اليوم بأهمية خاصة في العالم. إن الشعوب المسلمة والمتحررة ـ علي اختلاف مسالكهم واتجاهاتهم ـ يستطيعون أن يجتمعوا حول هدف واحد هو فلسطين وضرورة السعي لتحريرها.». وأشار في كلمته إلي وجوب العمل لخدمة القضية الفلسطينية وأهدافها ودعم المقاومة من قبل البلدان الإسلامية والعربية وكل التيارات الإسلامية والوطنية قائلا:«إن موقفنا تجاه المقاومة موقف مبدئي ولا علاقة له بجماعة معينة. أي جماعة تصمد في هذا الدرب فنحن نواكبها، وأي جماعة تخرج عن هذا المسار ستبتعد عنا. وإن عمق علاقتنا بجماعات المقاومة الإسلامية لا يرتبط إلّا بدرجة التزامهم بمبدأ المقاومة.»

### الصراع بين الجبهة الحسينية واليزيدية
غرد حساب الخامنئي الرسمي بتاريخ 25 أغسطس 2024 عبر تطبيق تويتر قائلًا: «المعركة بين الجبهة الحسينية والجبهة اليزيدية هي معركة مستمرة، وقد حدّد الإمام الحسين (ع) ماهيّة هذه المعركة وهدفها، قائلًا: "إن رسول الله صلى الله عليه وآله قال:من رأى سلطانًا جائرًا." القضيّة قضيّة الظلم والجور؛ الجبهة الحسينية تقاوم اليوم الجبهة اليزيديّة، أي جبهة الظلم والجور»، وجاءت التغريدة مقتطفة من خطاب للخامنئي بذكرى أربعينية الإمام الحسين، صباح يوم الأحد. وأردف الخامنئي في تغريدة أخرى قائلًا: «تأخذ المعركة بين الجبهة الحسينية والجبهة اليزيدية أشكالًا مختلفة؛ ففي عصر السيوف والرماح لها شكلها الخاص، وفي عصر الذرّة والذكاء الاصطناعي لها شكلٌ آخر. وفي عصر الدعاية والإعلام عبرَ الشِّعر والبيان والكلام لها شكلها أيضًا، وفي عصر الإنترنت والكوانتوم وما إلى ذلك، لها شكلٌ مختلف».
أثارت التغريدة جدلًا واسعًا في مواقع التواصل الاجتماعي، ولاقت العديد من التفسيرات والتأويلات، فالبعض عبر تطبيق إكس علق وفسر «الجبهة الحسينية» بالشيعة، و«الجبهة اليزيدية» بأهل السنة والجماعة، في حين فسر البعض الآخر بأن الجبهة الحسينية هي من يقاتل في غزّة من حماس وحزب الله ومن يتبعها في محور المقاومة الذي تقوده إيران، ضد الجبهة اليزيدية وهي أمريكا وإسرائيل. وفي عام 2022 شبه الخامنئي رئيس وزراء الاحتلال الإسرائيلي بنيامين نتنياهو بـ«شمر بن ذي الجوشن» قاتل الإمام الحسين بن علي، فقال: «شمر اليوم هو رئيس وزراء "إسرائيل". نحن نلعن الشّمر لكي نجتثّ جذور العمل الشّمري حول العالم، ونلعن يزيد وعُبيد الله لكي نواجه الحكم اليزيديّ وسيادة الظّلم على المؤمنين حول العالم».

## المؤلفات والبحوث
مؤلفاته:
| - الهيكلية العامة للفكر الإسلامي في القرآن. - من أعماق الصلاة. *الأصول الأربعة في علم الرجال. - الولاية. - استعراض للماضي التاريخي والواقع الراهن في الحوزة العلمية بمشهد المقدسة. - حياة أئمة التشيع (غير مطبوع). - الإمام الصادق. - الوحدة والتحزب. - الفن من منظور آية الله خامنئي. - الفهم الصحيح للدين. | - عنصر الكفاح في حياة الأئمة. * روح التوحيد رفض عبودية غير الله. - ضرورة العودة إلى القرآن. - سيرة الإمام السجاد. - الإمام رضا وولاية العهد. - الغزو الثقافي (مختارات من كلماته ونداءاته). - شروط وأركان الثورة. - الحكومة الإسلامية في ظل ولاية الفقية. - خط الإمام. - الفهم الصحيح للأسلام. | - في مكتب الجمعة. - رسالة الحوزة. - شروط وأركان الثورة. - الحكومة في الإسلام. - الهجوم الثقافي. - طريق الإمام طريقنا. - المجموعات المعارضة في نهضة الأنبياء والثورة الإسلامية. - حديث الولاية (مجموعة نداءاته وكلماته - صدر منه لحد الآن 9 مجلدات). * إنسان بعمر 250 سنة وغيرها |

### ترجماته
- صلح الحسن، تأليف الشيخ راضي آل ياسين.
- المستقبل لهذا الدين - تأليف سيد قطب.
- المسلمون في نهضة التحرر في الهند - تأليف عبد المنعم النمري النصري.
- بيان ضد الحضارة الغربية - تأليف سيد قطب.

## حواشٍ
1. ↑  الثاني في الترتيب
2. ↑  مؤقتًا
3. ↑  رومنة: Ali Hoseyni Xāmene’i
4. ↑  وهو ثاني مُرشد أعلى بعد السيد روح الله الخميني
5. ↑  تحالف عسكري مُناهض لإسرائيل وأمريكا وإلى جانب علي خامنئي قادة آخرون:نعيم قاسم في لبنان وعبد الملك الحوثي في اليمن وقادة المقاومة العراقية وقادة المقاومة الفلسطينية.

## مناصب
| المناصب السياسية    | المناصب السياسية                               | المناصب السياسية         |
| ------------------- | ---------------------------------------------- | ------------------------ |
| سبقه محمد علي رجائي | رئيس الجمهورية الإسلامية الإيرانية 1981 - 1989 | تبعه أكبر هاشمي رفسنجاني |
| سبقه روح الله خميني | المرشد الأعلى للثورة الإسلامية في إيران 1989   | تبعه                     |

## وصلات خارجية
- علي خامنئي على موقع IMDb (الإنجليزية)
- علي خامنئي على موقع ميتاكريتيك (الإنجليزية)
- علي خامنئي على موقع الموسوعة البريطانية (الإنجليزية)
- علي خامنئي على موقع مونزينجر (الألمانية)
- علي خامنئي على موقع إن إن دي بي (الإنجليزية)
- علي خامنئي على موقع ديسكوغز (الإنجليزية)
- علي خامنئي على موقع قاعدة بيانات الفيلم (الإنجليزية)
- علي خامنئي على موقع ليتربوكسد (الإنجليزية)
- علي خامنئي على موقع كينوبويسك (الروسية)
- موقع مكتب علي الحسيني خامنئي
- الموقع الإعلامي لمكتب حفظ ونشر آثار علي خامنئي